# Marschall-Józef-Piłsudski-Boulevard (Włocławek)

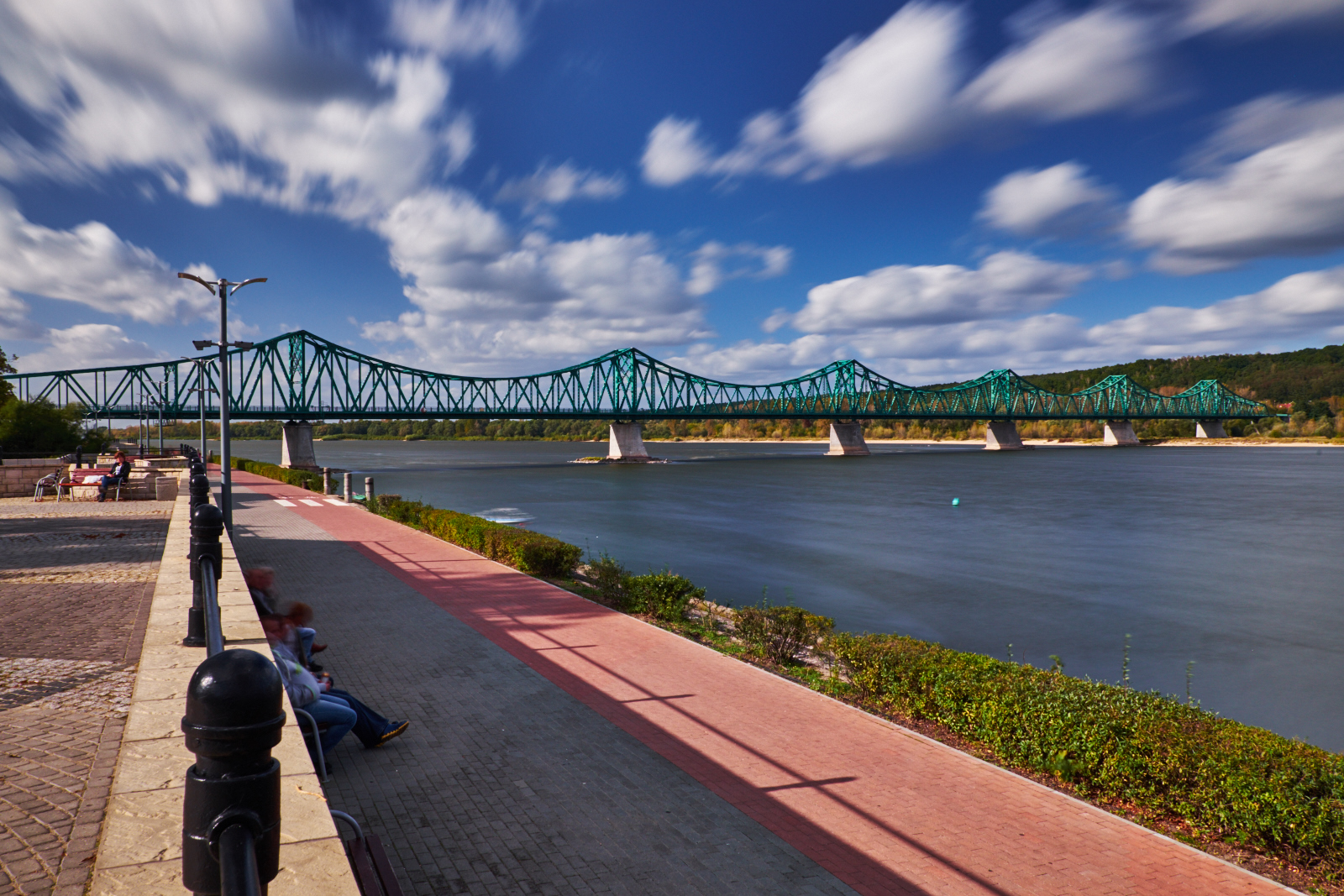
Marschall-Józef-Piłsudski-Boulevard

Der Marschall-Józef-Piłsudski-Boulevard in Włocławek ist eine Straße am linken Weichselufer mit einer Promenade, die den Fluss Zgłowiączka überquert. Frühere Namen lauten: Nadbrzeżna-Straße (19. Jahrhundert), Bulwarowa-Straße (19. Jahrhundert bis 1945) und der Boulevard der Polnischen Vereinigten Arbeiterpartei (1945 bis 1989). Im 19. Jahrhundert wurde der Boulevard umgangssprachlich Bulwark (Bollwerk) genannt.
Hier finden die Włocławek Stadttage, und das Weichselfestival und Sport- und Kunstboulevards (im Sommer) sowie andere Konzerte und Veranstaltungen statt.
Es gibt einen Platz für diverse Freizeitaktivitäten, einen Parkplatz sowie 13 begrünte Aussichtsterrassen. Auf einer dieser Terrassen, gegenüber der Johannes-der-Täufer-Kirche, befinden sich u. a. das mit Pflastersteinen gelegte Wappen der Stadt sowie andere Muster, wie zum Beispiel den Fisch als Symbol des Christentums. An der Promenade gibt es außerdem eine Bühne mit Sitzplätzen. Der Boulevard ist Teil des Weichsel-Radwegs.

## Geschichte

### 1840–1914

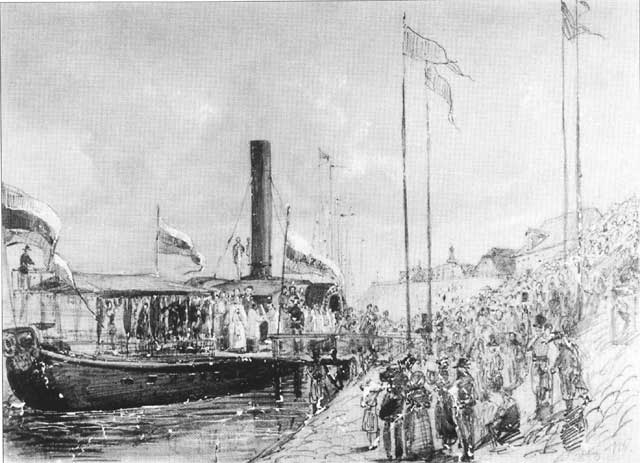
Schiffstaufe von „Włocławek“ in der Zeichnung von Wojciech Gerson

Die Straße wurde 1840 geplant. Sie wurde damals Nadbrzeżna Straße genannt und erstreckte sich von der Gdańska-Straße (Danziger Straße) bis zur heute nicht mehr existierenden Koniec Straße (Endstraße) in der Nähe der heutigen Bechi-Straße. Anfangs war sie ein unbebauter Sandweg, der oft von der Weichsel überflutet wurde.
In den Jahren von 1844 bis 1846 wurde die Straße bebaut und gepflastert. Die Bebauung bestand damals aus Getreidespeichern und Fischerhäusern. Der Zugang zur Hafenküste wurde durch die Arbeiten erleichtert und zwischen der Straße und der Weichsel wurden Holzgeländer installiert. An diesen Barrieren wurden die Tierhäute nach der Viehschlachtung in einem Schlachthof in der nahe gelegenen Towarowa-Straße aufgehängt, um sie zu trocknen. Im Winter, als die Weichsel eisbedeckt war, lockte das frische Blut Wölfe an, die in den Wäldern von Szpetal lebten. Die Straße galt damals als sehr gefährlich. Blut und Abfall aus dem Schlachthof flossen durch die Kanäle vor das Schlachthaus, von wo aus sie mit Regen in die Weichsel einflossen.
1853 wurde am Boulevard das Dampfschiff Włocławek getauft.
In einem Getreidespeicher an der Ecke des Boulevards und der Browarna-Straße wurden Menschen festgehalten, die der Teilnahme am Januaraufstand verdächtig waren. In einem anderen Getreidespeicher an der Ecke Rybacka-Straße wurden Rekruten der ersten Einberufung nach dem Aufstand von 1865 festgenommen und verfolgt.
Die im Jahr 1865 erbaute Schwimmbrücke verband die Innenstadt von Włocławek mit Szpetal Dolny (heute: Zawiśle). Dadurch wurde der Boulevard betriebsamer. Er wurde zu einem Ort für Spaziergänge und viele Menschen angelten dort. Am Boulevard ankerten zahlreiche Schleppkähne und Flöße. Der Übergang über die Weichsel gab der Straße auch strategische Bedeutung.
Im 19. Jahrhundert wurden die Holzgeländer durch Metallgeländer ersetzt.
1886 wurde der Ruderverein Włocławek gegründet. Infolgedessen wurden am Boulevard Regatten in der Weichsel abgehalten. Der erste Sitz des Rudervereins von Włocławek befand sich an der Bulwarowa Straße, Hausnummer 7.
In der zweiten Hälfte des 19. Jahrhunderts lebte Izabela Zbiegniewska im Haus von Ciechowicz an der Bulwarowa Straße. Sie gab dort auch Privatunterricht.
1910 eröffnete eine Werft an der Adresse am Boulevard 19. Dort wurden drei Schiffe gebaut: Wilanó, Kolos und Hetman.

### 1914–1918
Unter deutscher Besetzung der Stadt während des Ersten Weltkrieges befanden sich am Boulevard die Kommandantur der Kaiserlichen Marine und die Bauabteilung.
1914 setzten die sich zurückziehenden Russen die Schwimmbrücke in Brand. 1915 baute die neue deutsche Stadtregierung diese wieder auf.
Im November 1918 kam es in Włocławek zu einem Gefecht zwischen der deutschen Armee und dem neu gebildeten Trupp der polnischen Legionen. Besonders verteidigt wurden im Hafen festgemachte Lastkähne mit militärischer Ausrüstung. Zwei Legionäre fielen in diesem Gefecht. Die Deutschen verließen die Stadt.

### 1918–1939

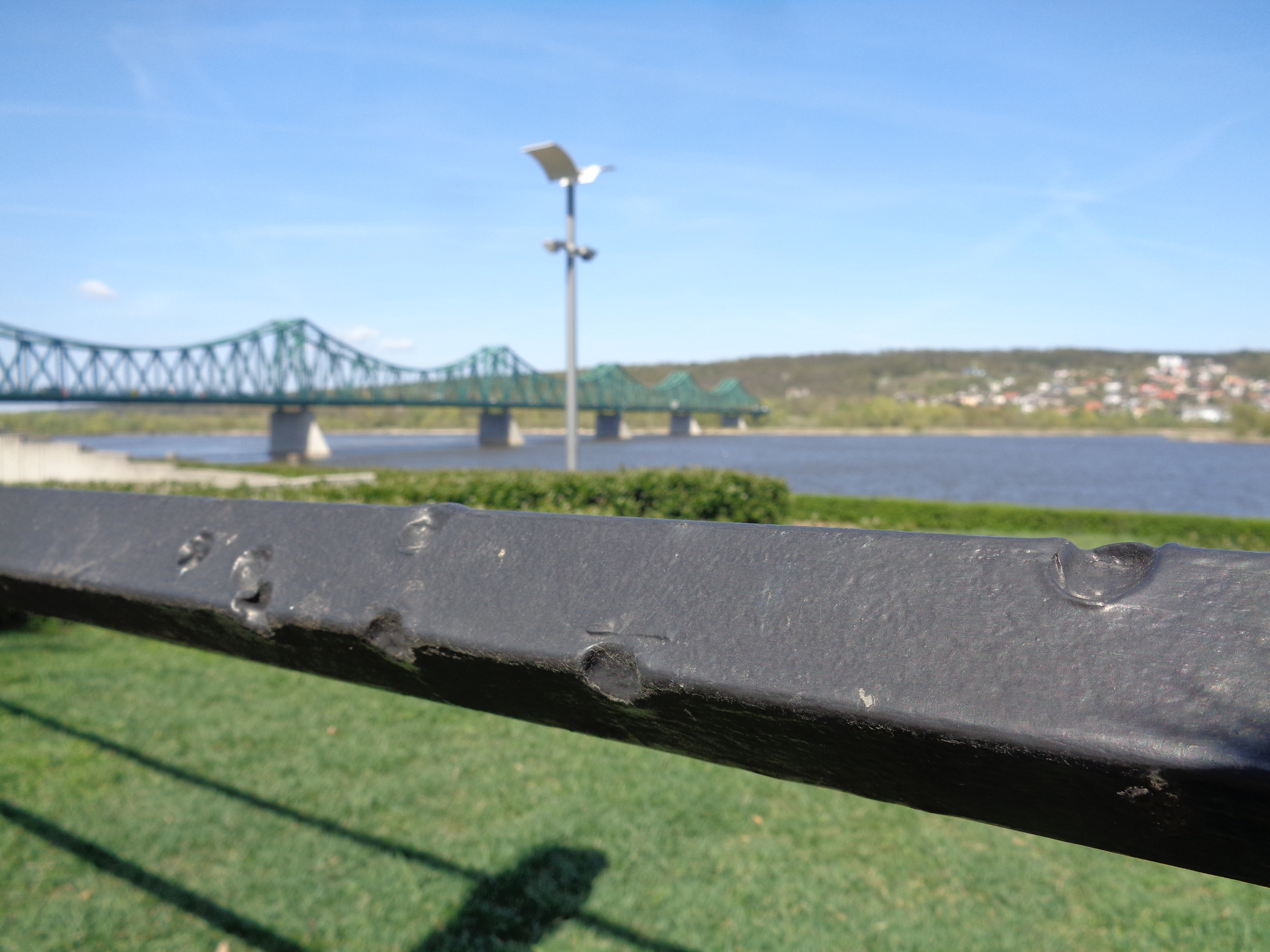
Spuren der Geschosse von 1920 im Geländer am Boulevard

Im Jahr 1920 wurde während des Polnisch-Sowjetischen Krieges die Schwimmbrücke von der polnischen Armee niedergebrannt, um den Bolschewiken das Überqueren der Weichsel zu erschweren.
Im August 1920 gab es einen Kampf zwischen den sich verteidigenden polnischen Streitkräften am linken Weichselufer und den angreifenden bolschewistischen Streitkräften am rechten Ufer. An der Bulwarowa Straße wurden Schützengräben aufgeschüttet, von denen aus polnische Soldaten auf die Sowjets schossen. Fast 40 Menschen fielen in der Schlacht, darunter auch Freiwillige. Wohnhäuser in der Bulwarowa St. und der Bischofspalast wurden zerstört. Die Johanneskirche wurde ebenfalls beschädigt. Im Geländer am Boulevard befinden sich heute noch Spuren von Kugeln, die während dieser Schlacht abgefeuert wurden.
Die Schwimmbrücke wurde 1922 wieder aufgebaut. Schließlich wurde sie 1938 nach dem Bau einer neuen Stahlbrücke abgerissen.
1930 wurde das Marschall-Józef-Piłsudski-Denkmal in der Mitte der speziell zu diesem Zweck errichteten Grünanlage am Boulevard eingeweiht. Das Denkmal wurde 1940 von den Nazi-Besatzern abgerissen, während die Grünanlage erhalten blieb.
1937 fand eine offizielle Eröffnung der Edward-Śmigły-Rydz-Brücke statt. Das Band wurde vom Namensgeber der Brücke selbst zerschnitten.
In der Zwischenkriegszeit war der Boulevard ein traditioneller Begegnungsort zum Jahrestag der Schlacht von 1920. Zu dieser Zeit versammelten sich hier Delegationen von Verbänden, Armee, Geistlichen und Stadtbewohner. Ab 1922 wurde ein Marsch vom damaligen Saski-Platz (heute Plac Wolności) zum Boulevard organisiert. Hier fand die Truppenschau statt und die Nationalhymne wurde gesungen. Diese Feierlichkeiten wurden nicht wie heute am 15. August organisiert, sondern fanden in verschiedenen Jahren an verschiedenen Tagen zwischen dem 12. und dem 27. August statt.
Während der Polnischen Volksrepublik wurde dieser Festtag nicht mehr gefeiert, und nach 1989 findet hier die Hauptfeier des Wunders an der Weichsel unter dem Denkmal für die gefallenen Weichselverteidiger statt.

### 1945–heute (2020)

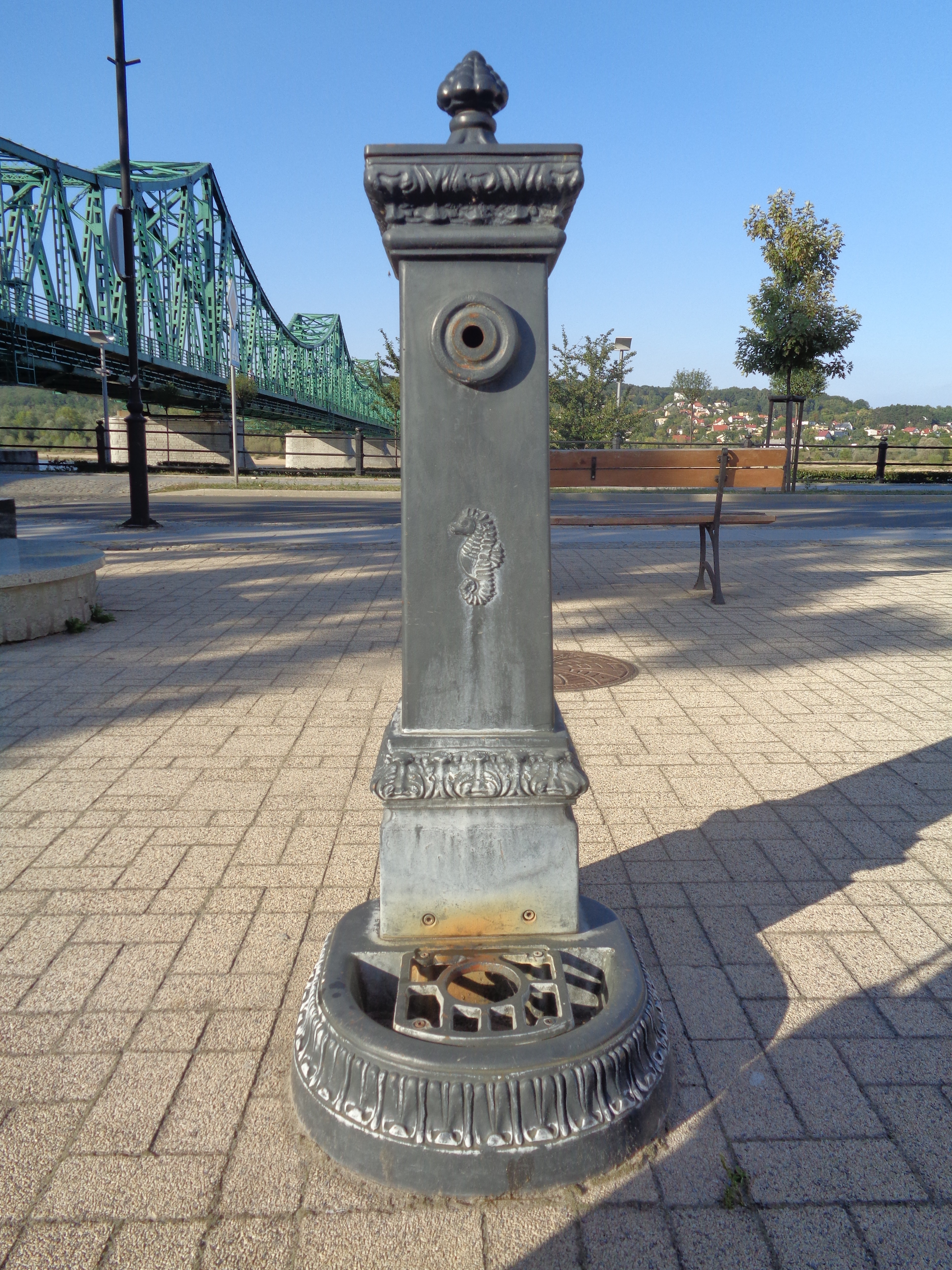
Dekorativer Straßenhydrant am Piłsudski-Boulevard in Włocławek

In der Zeit der Polnischen Volksrepublik wurde die Polnische Vereinigte Arbeiterpartei (PZPR) zum Namensgeber des Boulevards gewählt. Am 14. Dezember 1978 fand an der Stelle des ehemaligen Piłsudski-Denkmals eine feierliche Enthüllung des Denkmals für die Arbeiter statt. Ab 1979 wurde das Denkmal zu jenem Ort, von dem aus die Maiumzüge in Włocławek bis heute aufbrechen. Im Rahmen der Entkommunisierung im Jahr 1989 sollte das Denkmal abgerissen werden, was nicht verwirklicht wurde.
In den 1980er Jahren wurde der Hafen in Włocławek aufgelöst, was zu einem Rückgang des Verkehrs den Boulevard entlang führte.
In den Jahren von 2010 bis 2011 wurde der Boulevard modernisiert. 2013 wurde die Schwimmende Bühne an der Weichsel zusammen mit Stühlen für Zuschauer aufgestellt.
Im Jahr 2013 wurden zwei Flussufer von Zgłowiączka mit einem Steg verbunden und im folgenden Jahr wurde der Jerzy-Bojańczyk-Wasserhafen in Betrieb genommen.

## Bauwerke

### Heutige Bauwerke

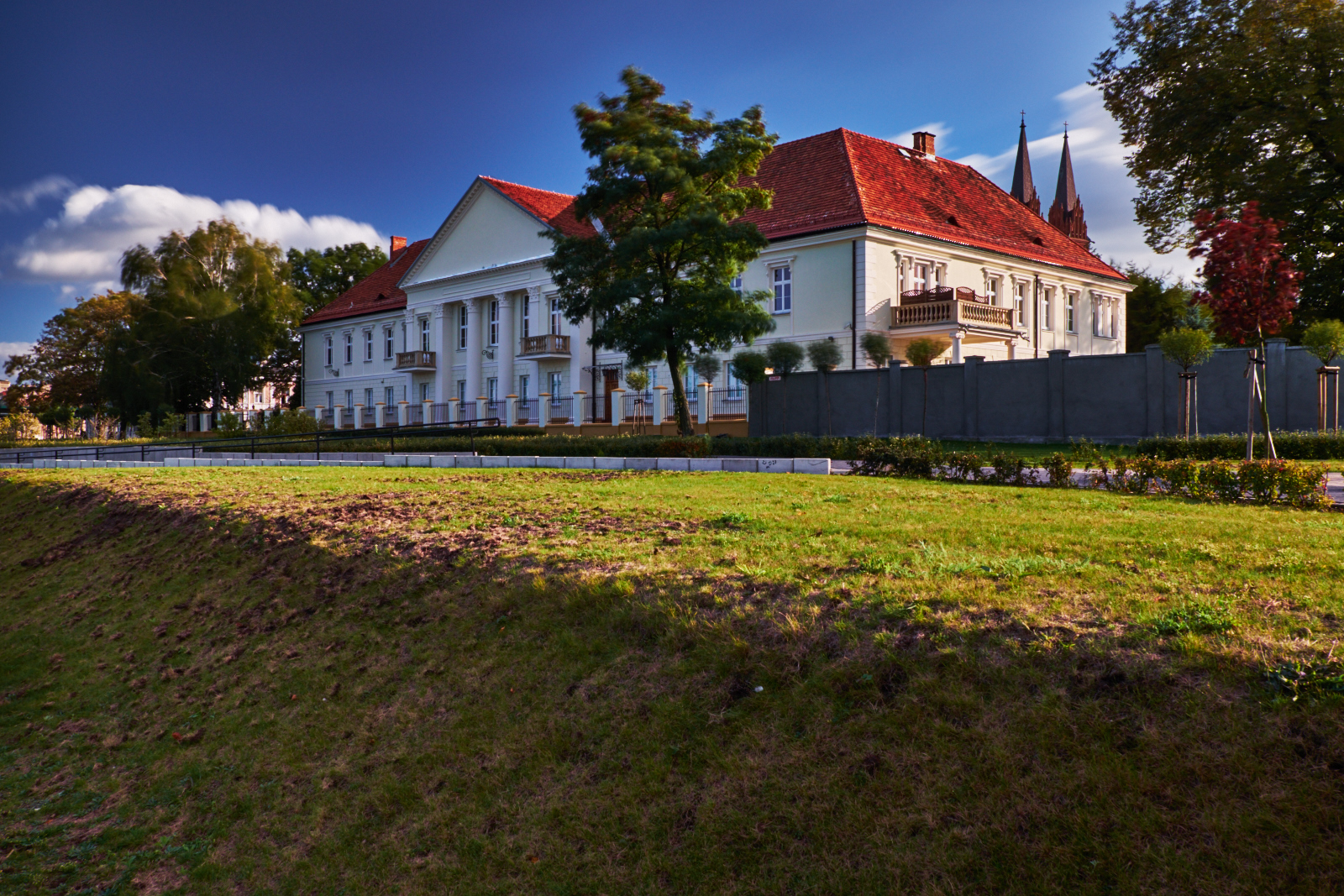
Bischofspalast von der Promenade aus gesehen

Den Marschall-Józef-Piłsudski-Boulevard entlang stehen viele historische Mietshäuser sowie andere Gebäude, die für die Geschichte und Kultur der Stadt wichtig sind. Dies sind (in der Reihenfolge von der niedrigsten zur höchsten Hausnummer):
- Die Chemische Gesamtschule Maria Skłodowska-Curie, Boulevard 4, Ecke Ogniowa Straße.
- Die Technische Gesamtschule (1924 erbaut), in der Ogniowa-Straße eingetragen, der Sportplatz liegt aber am Boulevard.
- Das Maria-Konopnicka-Gymnasium Nr. 3 (Gebäude aus den Jahren 1926–1930), Bechi-Straße 1, am Boulevard eingetragen.
- Die ehemalige Villa von Felix Steinhagen (1923–1925 erbaut), derzeit Sitz des Marschallamtes der Woiwodschaft Kujawien-Pommern, Bechi-Straße 2, am Boulevard eingetragen.
- Das Denkmal für die Arbeiter, 1978 enthüllt, auf der Grünanlage am Boulevard.

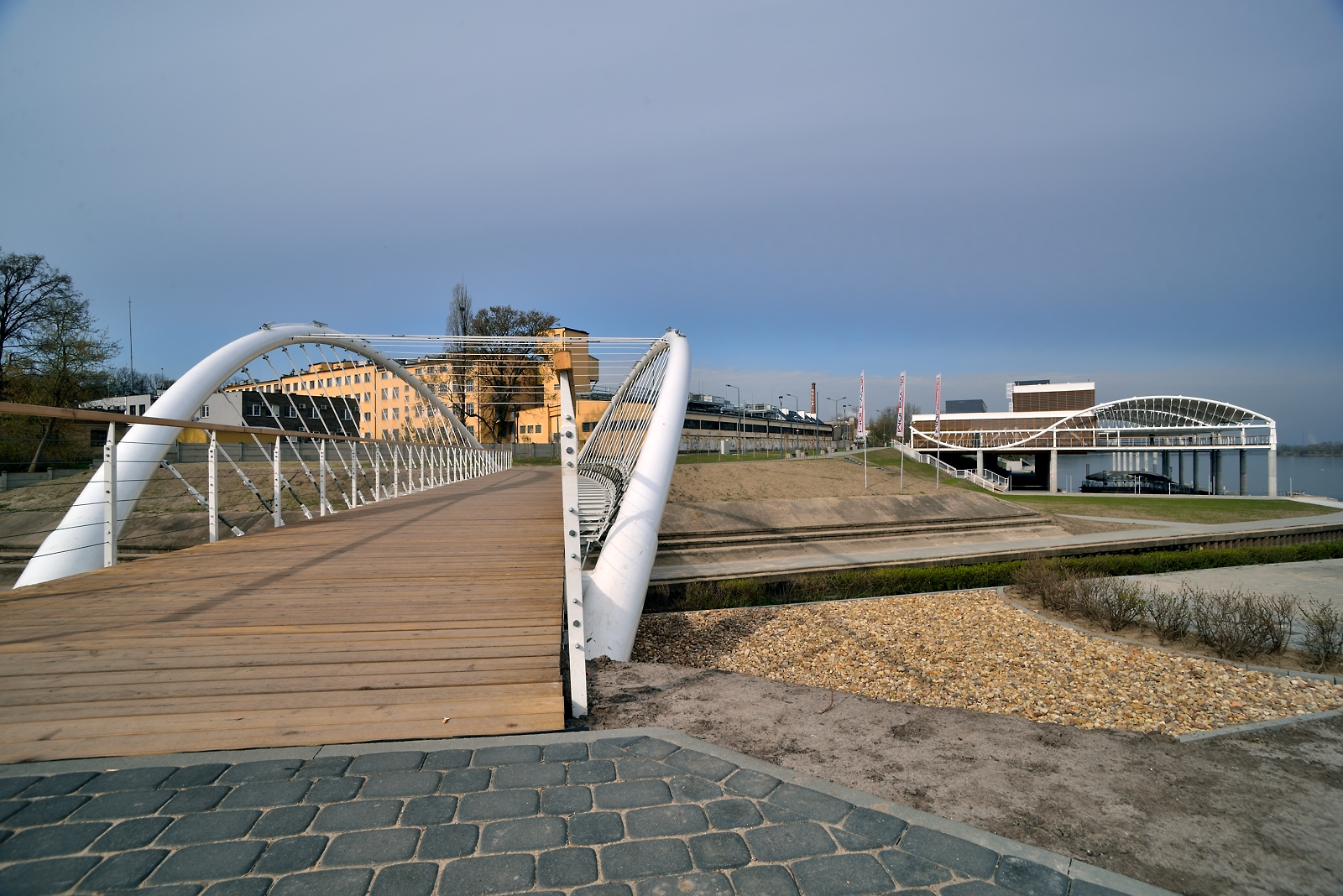
Wasserhafen an der Mündung von Zgłowiączka zur Weichsel

- Ein historisches Wohnhaus, derzeit Sitz des Arbeitsamtes in Toruń, Zweigstelle in Włocławek, am Boulevard 5b, 1950 erbaut.

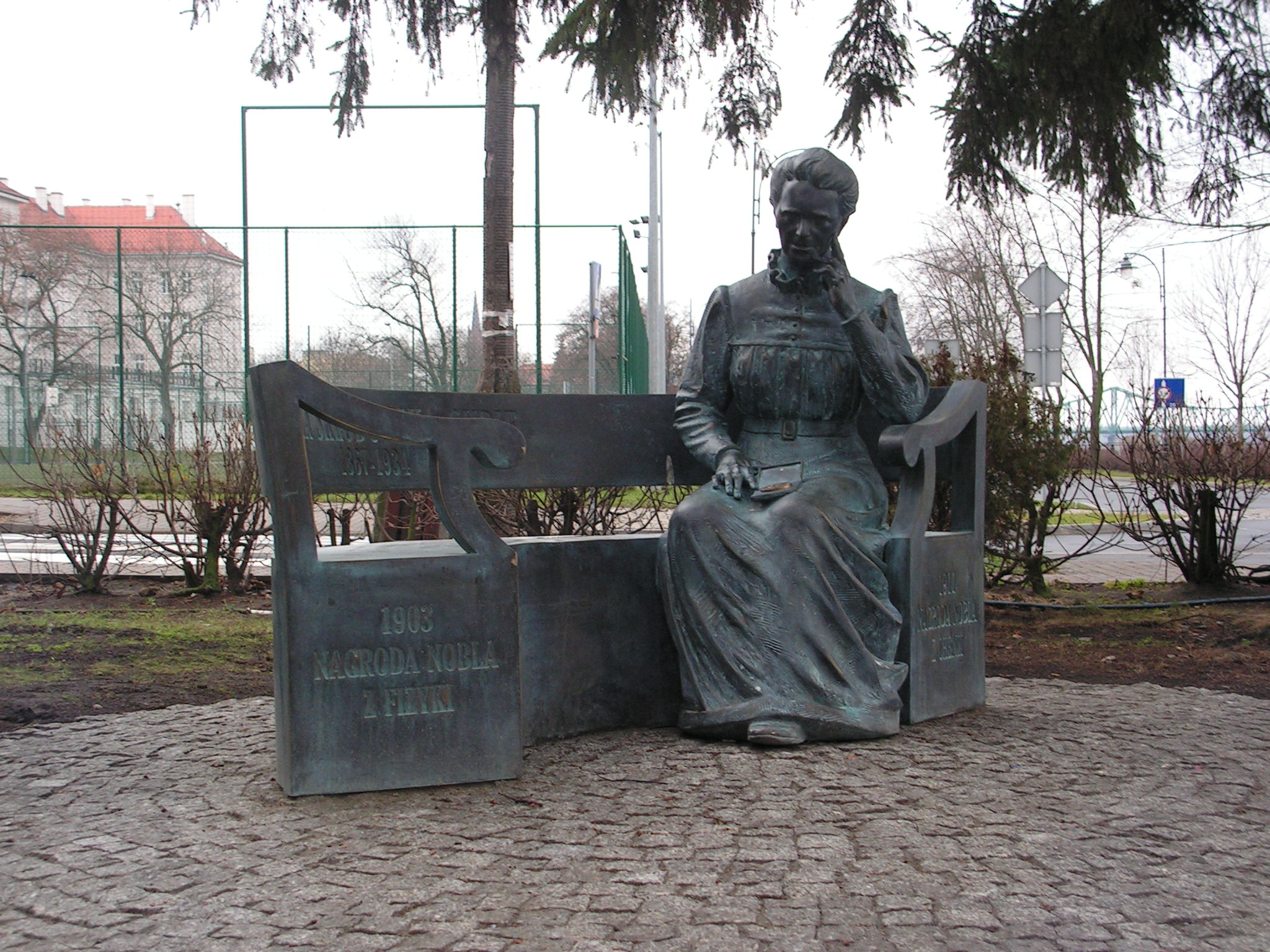
Maria-Skłodowska-Curie-Bank vor der Chemischen Gesamtschule, 2019

- Ein 1848 erbauter Getreidespeicher, heute Sitz der Ethnographischen Niederlassung des Regionalmuseum Kujawien-Dobrin, Boulevard 6, Ecke der Straßen Towarowa und Szpichlerna.
- Ein 1842 erbauter Getreidespeicher, heute ein Lagerhaus des Regionalmuseums Kujawien-Dobrin, Boulevard 9, Ecke Szpichlerna 8 und Rybacka Straße.
- Ein historisches Wohnhaus aus dem Jahr 1910, Ecke Browarna 2 und Boulevard eingetragen.
- Ein historisches Wohnhaus, 1937 erbaut, Boulevard 15.
- Ein historisches Wohnhaus, 1938 erbaut, Boulevard 16.
- Ein historisches Wohnhaus, Anfang des 20. Jahrhunderts erbaut, Boulevard 17.
- Ein ehemaliger Getreidespeicher, heute ein Wohnhaus, um 1900 gebaut, Boulevard 18, Ecke Jan-Straße 1.
- Die Johannes-der-Täufer-Kirche, im 16. Jahrhundert erbaut.
- Ein 1842 erbautes Wohnhaus, das für die Eintragung in das Denkmalregister geplant ist, Maślana Straße 2, am Boulevard eingetragen .
- Ein Wohnhaus aus dem Jahr 1881, 1996 niedergebrannt und 1998 wieder aufgebaut, das Denkmal ist für die Eintragung in das Register geplant, Boulevard 22, Ecke Wiślana-Straße 1.

- Ein historisches Wohnhaus aus dem Jahr 1902, einst Sitz des Ehrenblutspendervereins des Polnischen Roten Kreuzes und des Vereins zur Unterstützung von Kindern mit Diabetes, am Boulevard 24.
- 1842 erbaute Wohnhäuser, Die für die Eintragung in das Denkmalregister geplant sind, Boulevard 25 und 27.
- Ein historisches Wohnhaus, 1938 erbaut, Boulevard 24, Ecke Gdańska-Straße 1.
- Der Bischofspalast – die ehemalige Burg, die im 14. Jahrhundert errichtet und mehrmals umgebaut wurde, befindet sich am Ende des Boulevards mit seiner Adresse an der Gdańska Straße.
- Der Jerzy-Bojańczyk-Wasserhafen, 2014 in Betrieb genommen. Er befindet sich in der Piwna Straße, ist aber mit einem speziell gebauten Steg mit dem Boulevard verbunden.

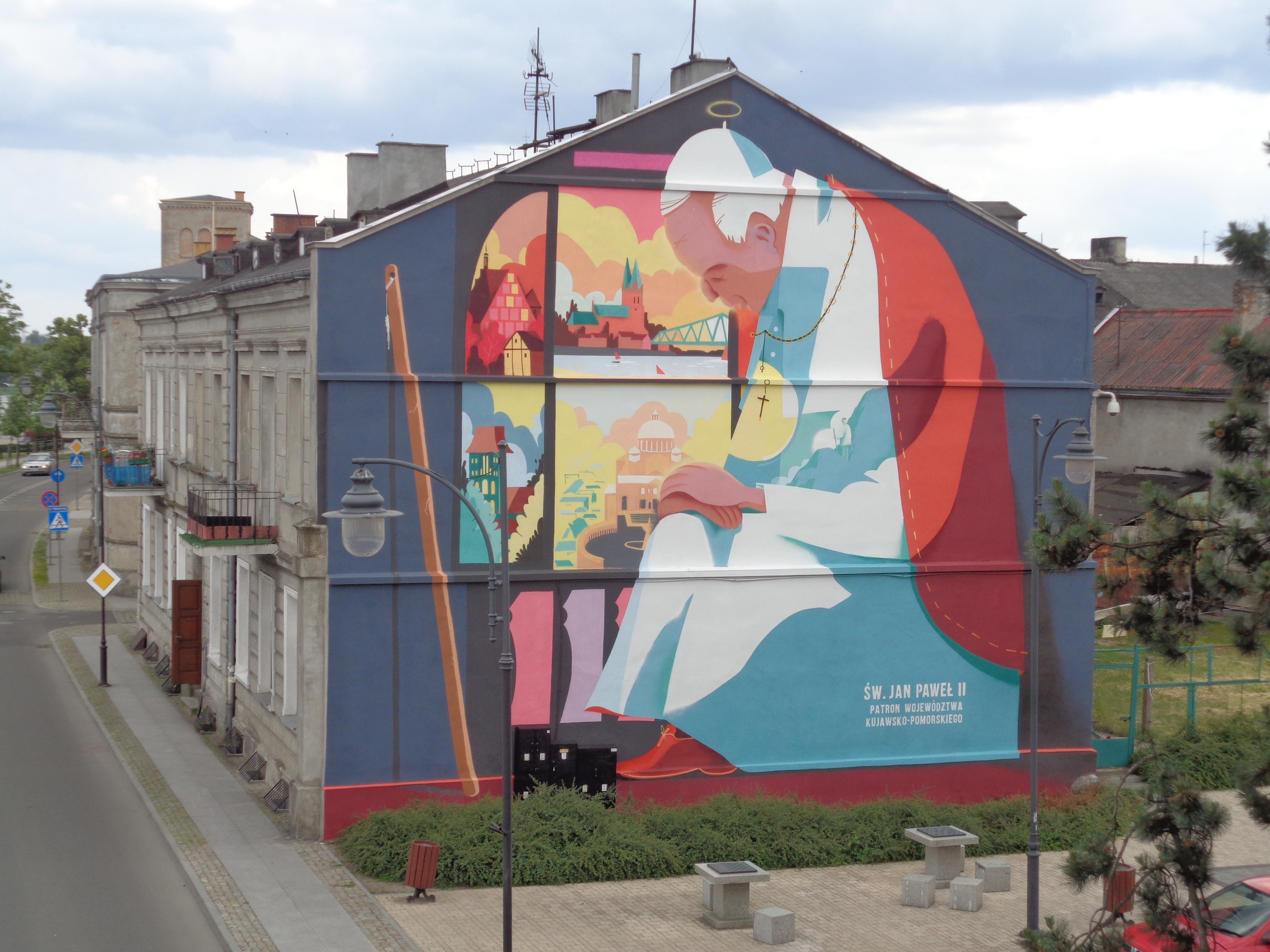
Wandgemälde, Darstellung von Papst Johannes Paul II.

Über dem Boulevard erhebt sich auch die Edward-Śmigły-Rydz-Brücke. In der Nähe der Brücke befindet sich ein Denkmal, das an den Ort erinnert, an dem im Mittelalter die Grenze zwischen der Civitas Cathedralis (Domstadt), einem Gebiet, das direkt den Leslauer Bischöfen angehörte, und Civitas theutonicalis, einem Gebiet, auf dem sich die Kaufleute niederließen, verlief.

### Nicht erhaltene Bauwerke
Noch im 19. Jahrhundert befanden sich am Boulevard Überreste des Stanislausdoms aus dem 13. Jahrhundert, an dem es auch einen Friedhof gab. Der Dom befand sich an der Stelle, an der heute die Gebäude am Boulevard 27 (Ecke Bednarska-Straße 2) und am Boulevard 28 (Ecke Gdańska-Straße 1) stehen. 1902, während des Baus eines bis heute erhaltenen Mietshauses, wurde eine Steinkrypta entdeckt, die ein Relikt der Kirche war, sowie die Überreste der Gräber am Kirchenfriedhof. Weitere Gräber wurden in den 1990er Jahren an der Stelle entdeckt, an der das Mietshaus an das Gebäude am Boulevard 27 an der Ecke Bednarska-Straße 2 angrenzt. Im Jahr 2011 wurden während des Gebäudeumbaus an der Gdańska-Straße 3 weitere Gräber des ehemaligen Friedhofs entdeckt.
Unter den ursprünglichen Gebäuden neben den Getreidespeichern befanden sich Fischerhäuser, die ebenfalls nicht erhalten sind.
Ende des 19. Jahrhunderts wurde am Boulevard an der Weichsel der erste Hafen des Rudervereins in Włocławek erbaut, der heute nicht mehr erhalten ist.

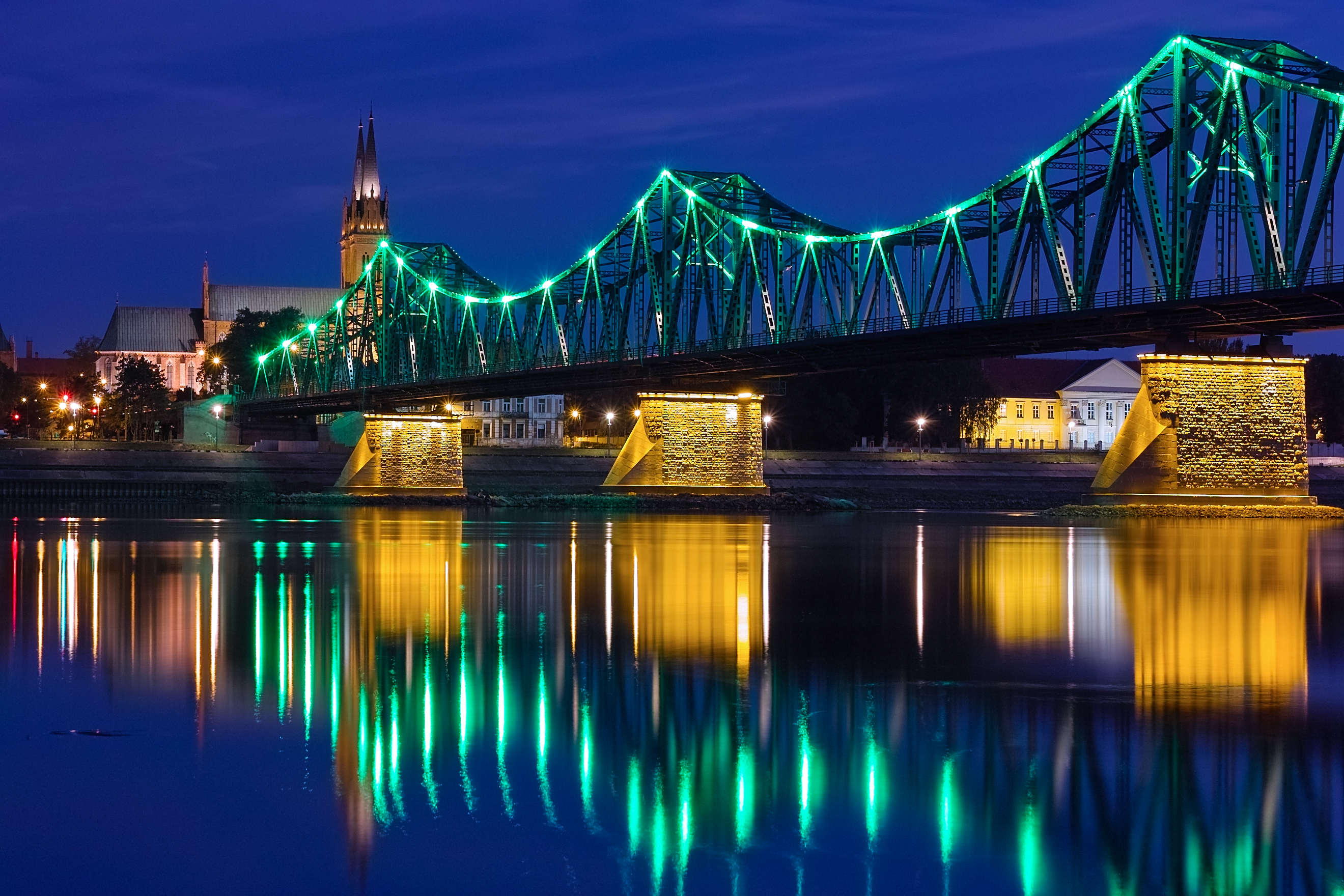
Aussicht auf die Edward-Śmigły-Rydz-Brücke

1930 wurde auf der Grünanlage am Boulevard das Marschall-Józef-Piłsudski-Denkmal enthüllt, das 1940 während der Nazi-Besetzung abgerissen wurde.
An der Weichsel in der Nähe der Gdańska-Straße sind noch die Überreste der ehemaligen Schwimmbrücke zu sehen, die 1938 abgerissen wurde.

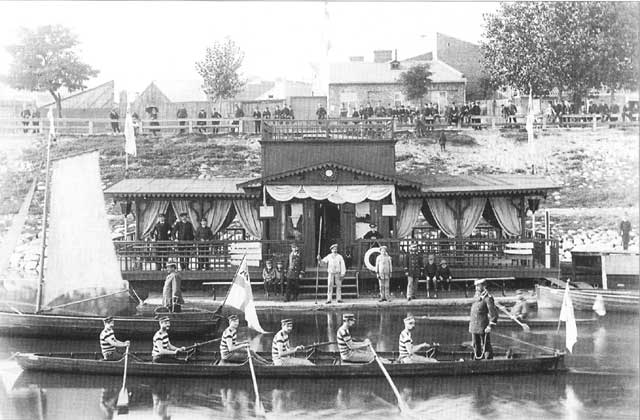
Nicht erhaltener Bootshafen an der Weichsel auf dem Foto von Bolesław Sztejner

Im Jahr 2017 wurden zwei historische Wohnhäuser am Boulevard 12 (Baujahr 1930) und am Boulevard 13 an der Ecke Browarna-Straße 1 (Baujahr 1938) abgerissen.

## Galerie

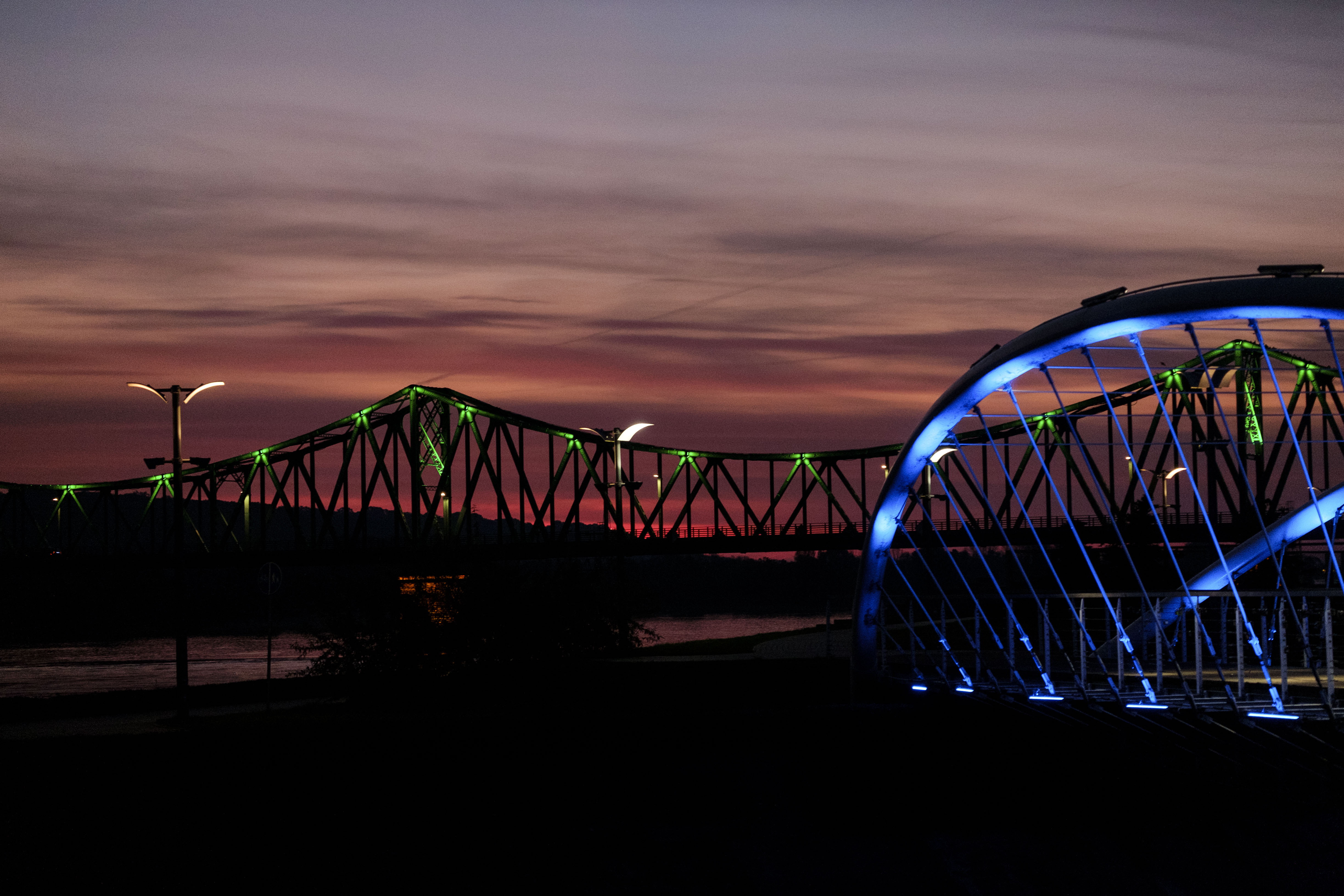
Aussicht auf die Edward-Śmigły-Rydz-Brücke und den Steg über Zgłowiączka
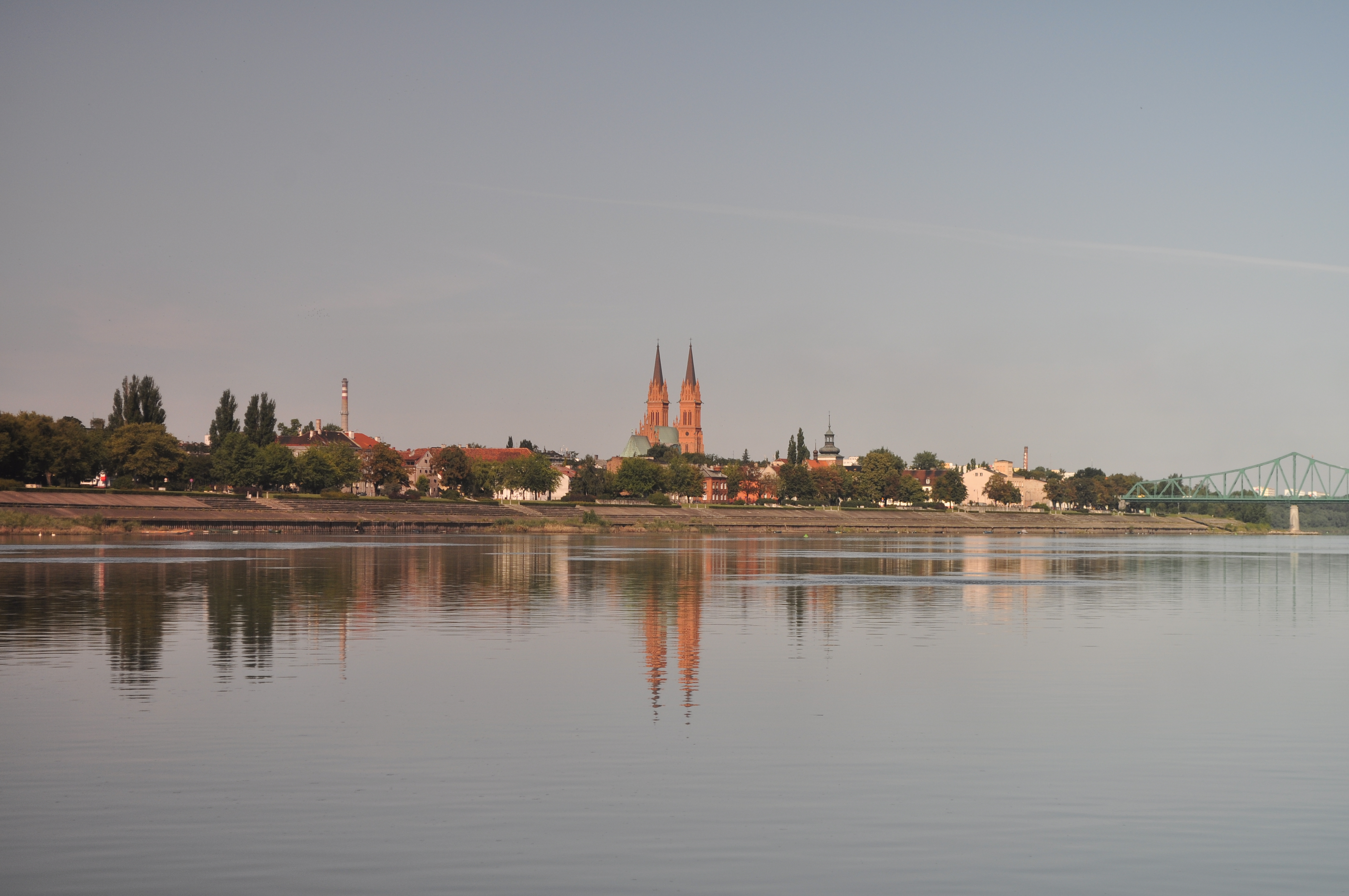
Aussicht von der anderen Seite der Weichsel
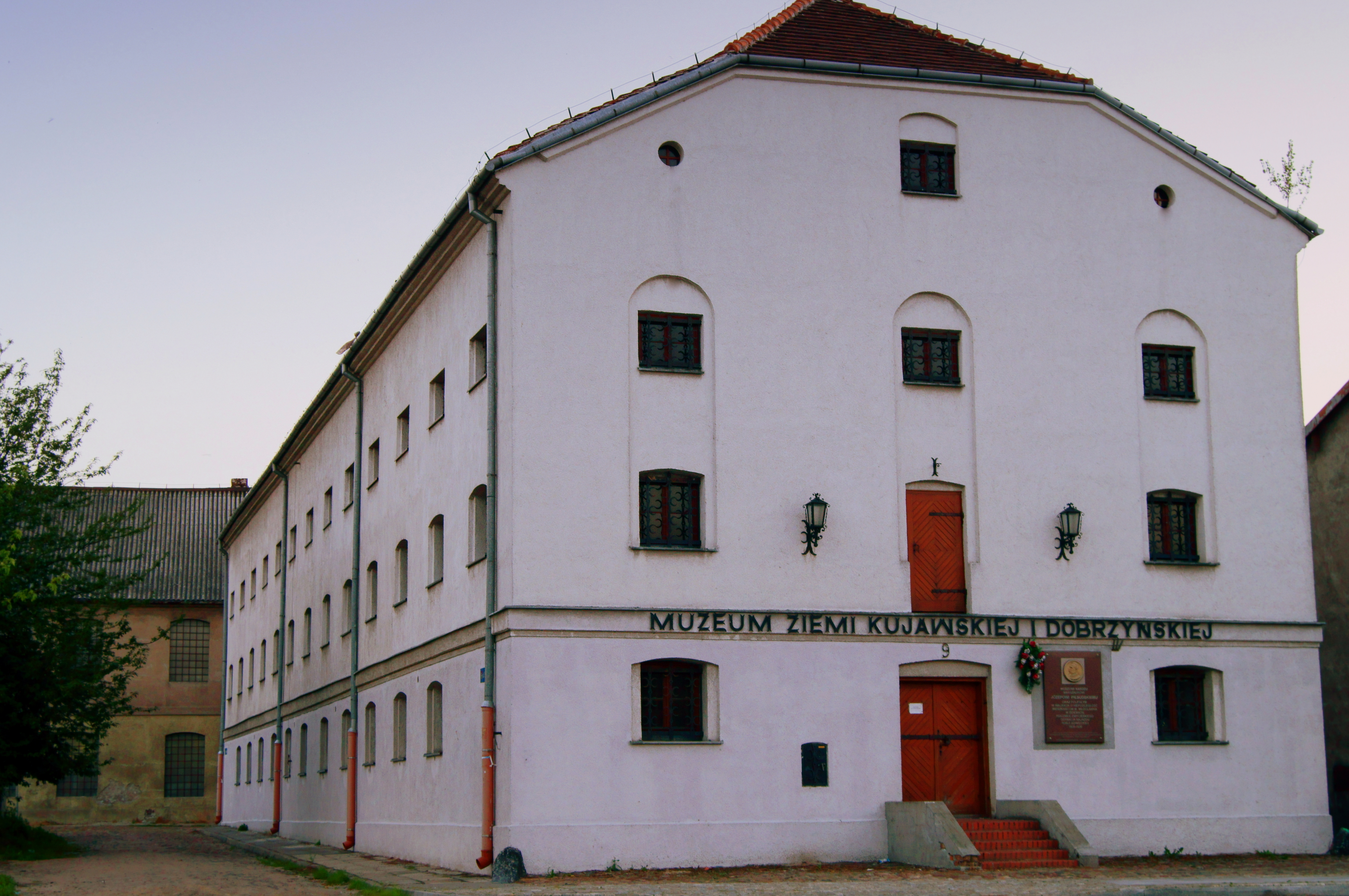
Der 1842 erbaute Getreidespeicher, heute ein Lagerhaus des Regionalmuseums Kujawien-Dobrin
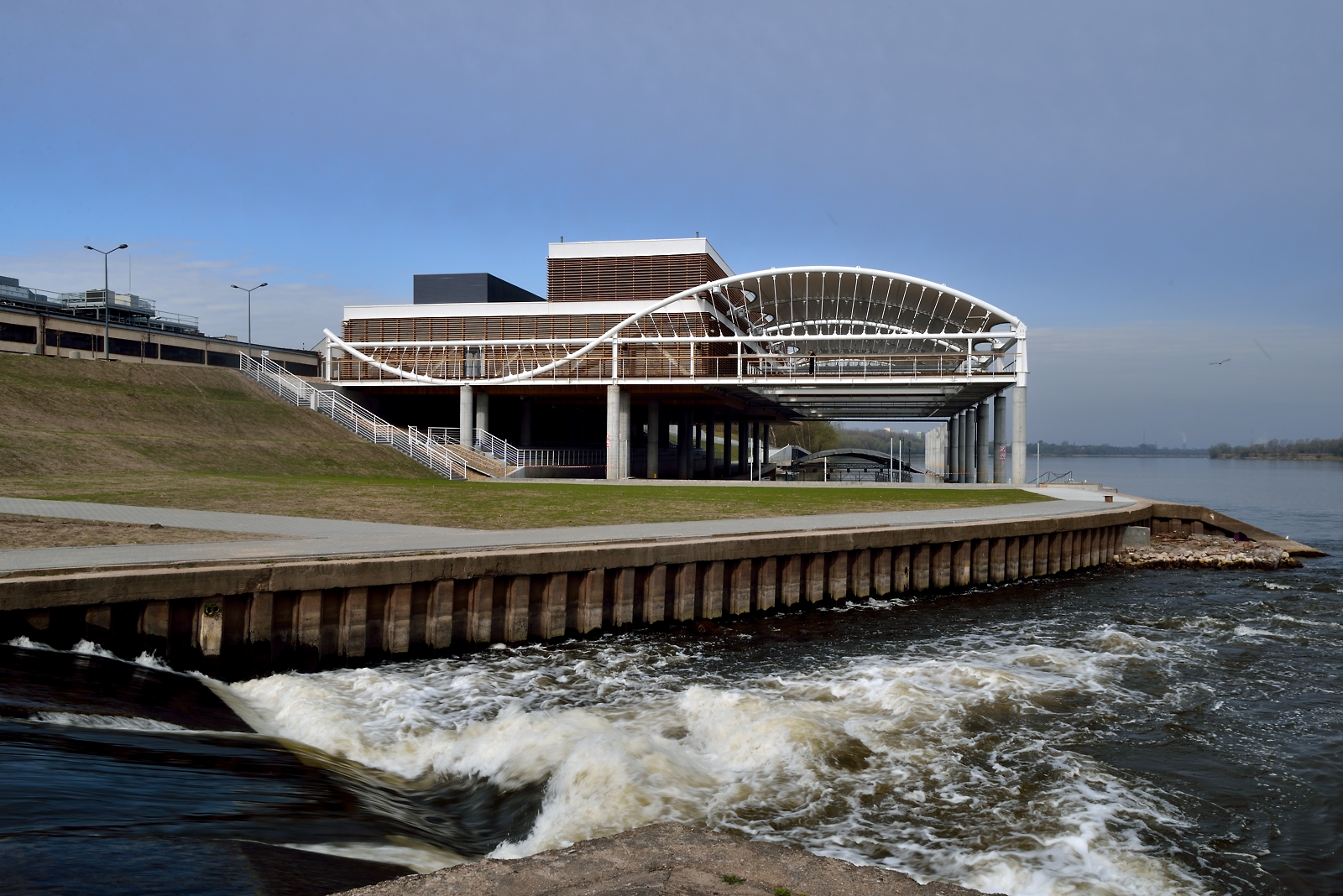
Jerzy-Bojańczyk-Wasserhafen
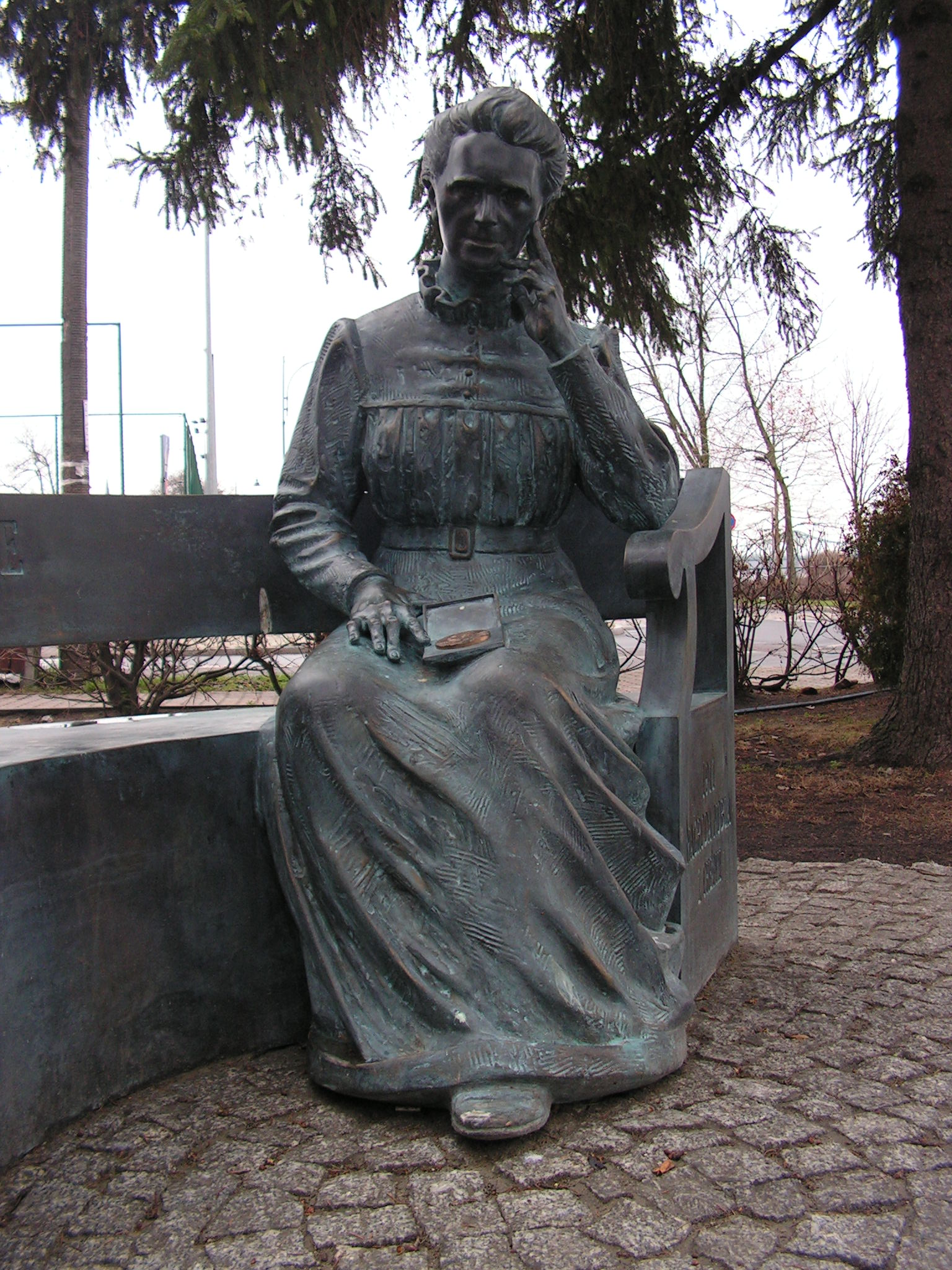
Maria-Skłodowska-Curie-Bank in Włocławek
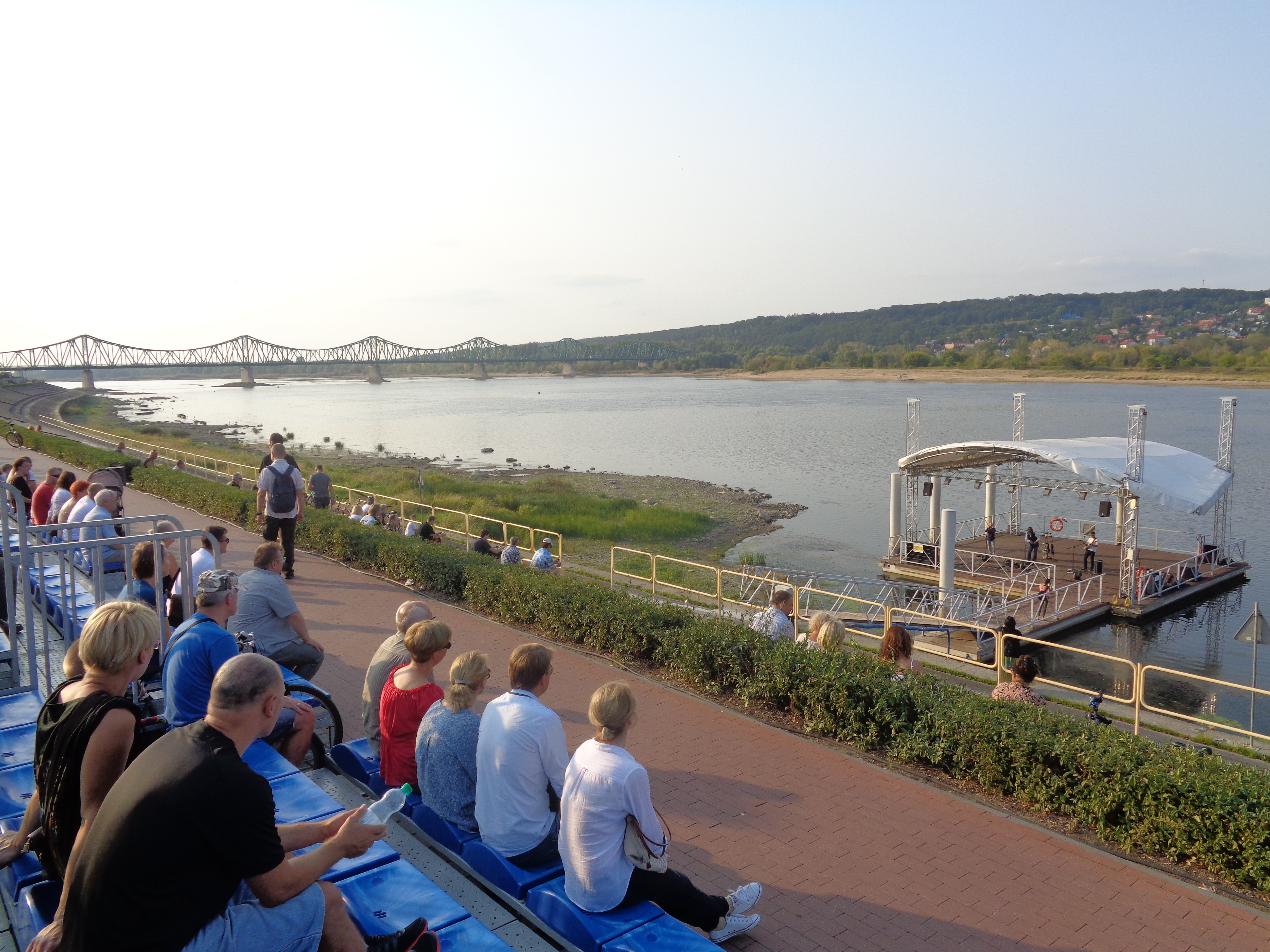
Das Publikum benutzt die Bänke während eines Konzerts auf der Schwimmbühne
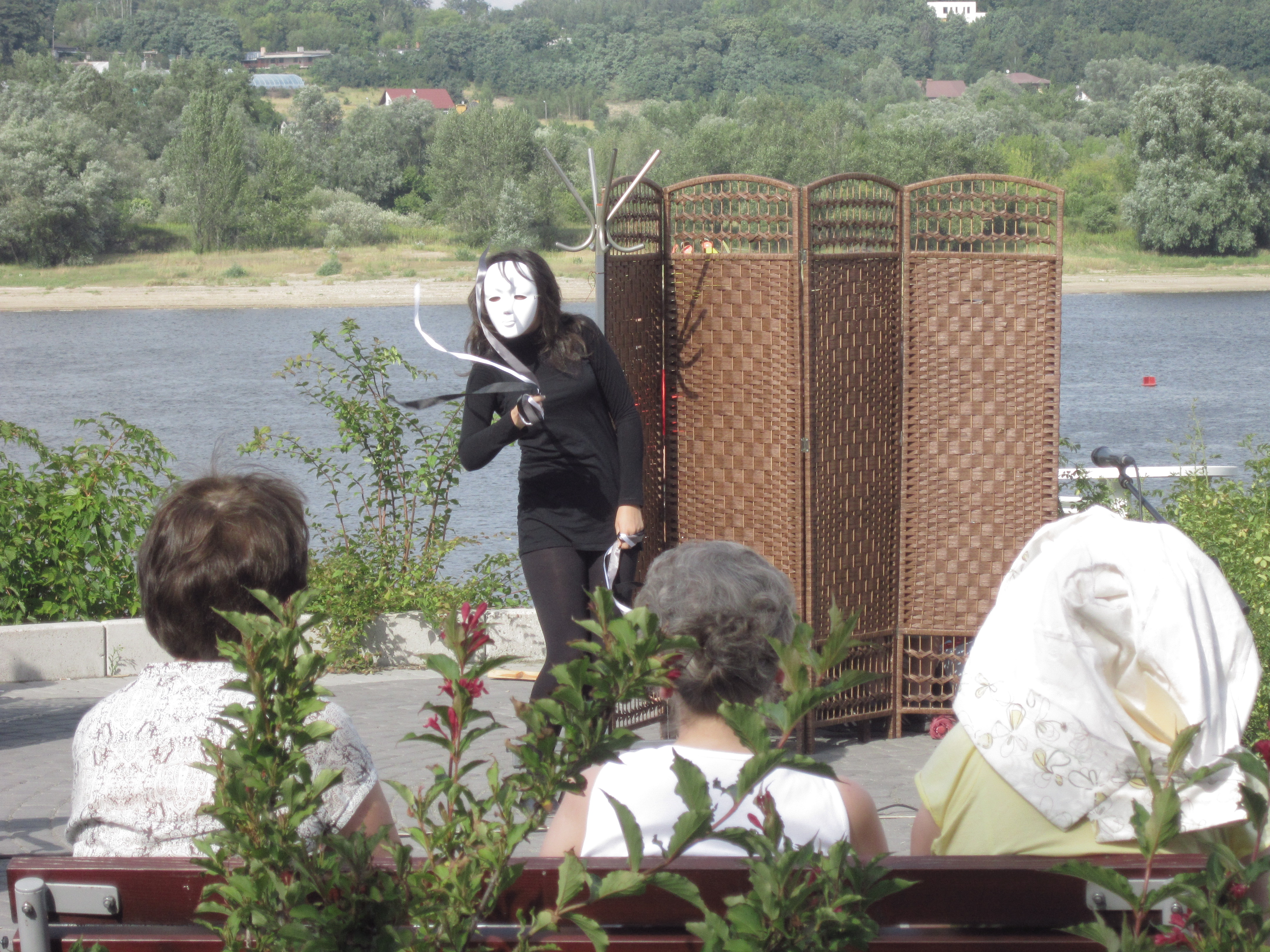
Eine Theateraufführung beim Kunstboulevard-Event
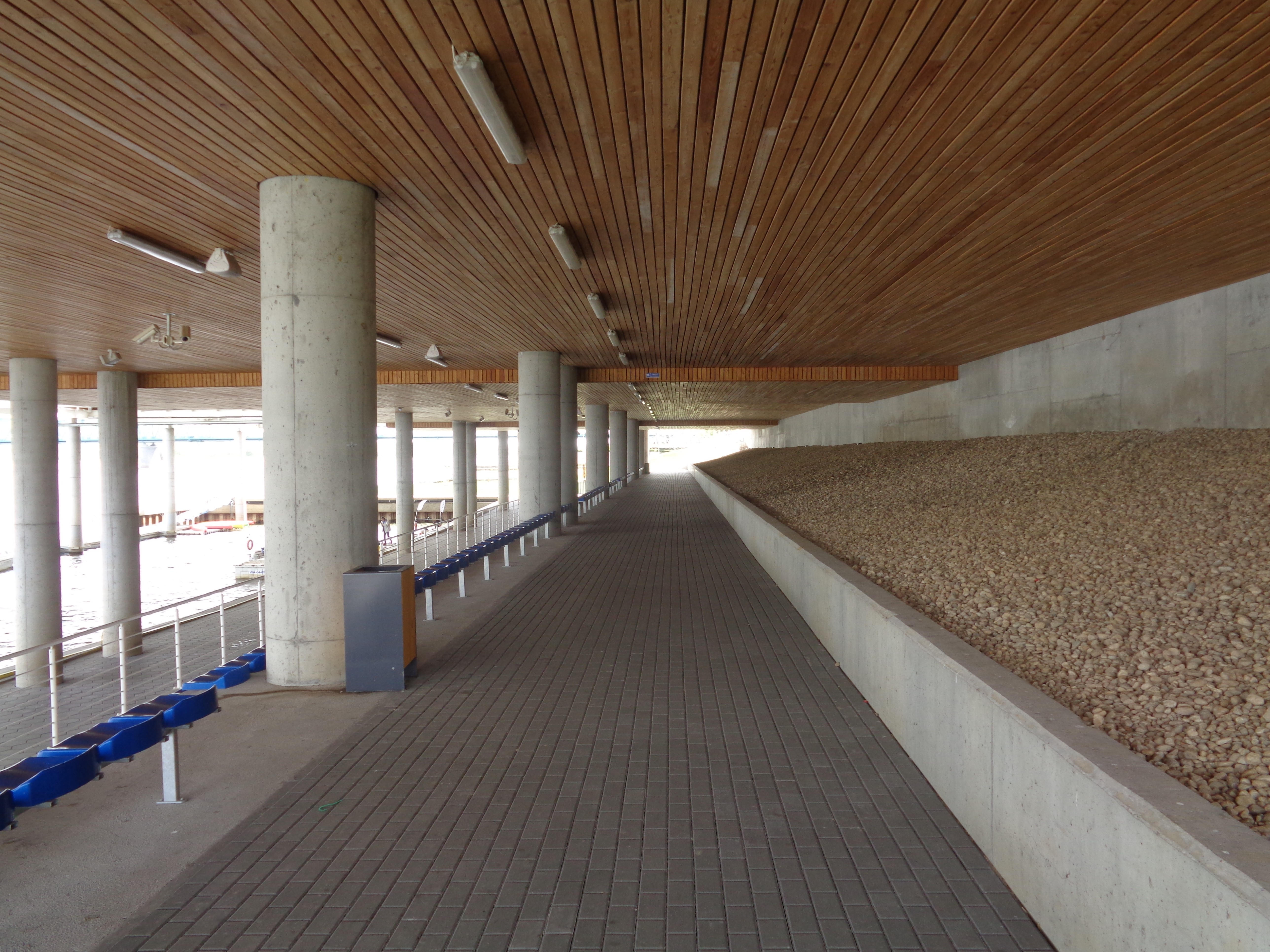
Wasserhafen an der Weichsel
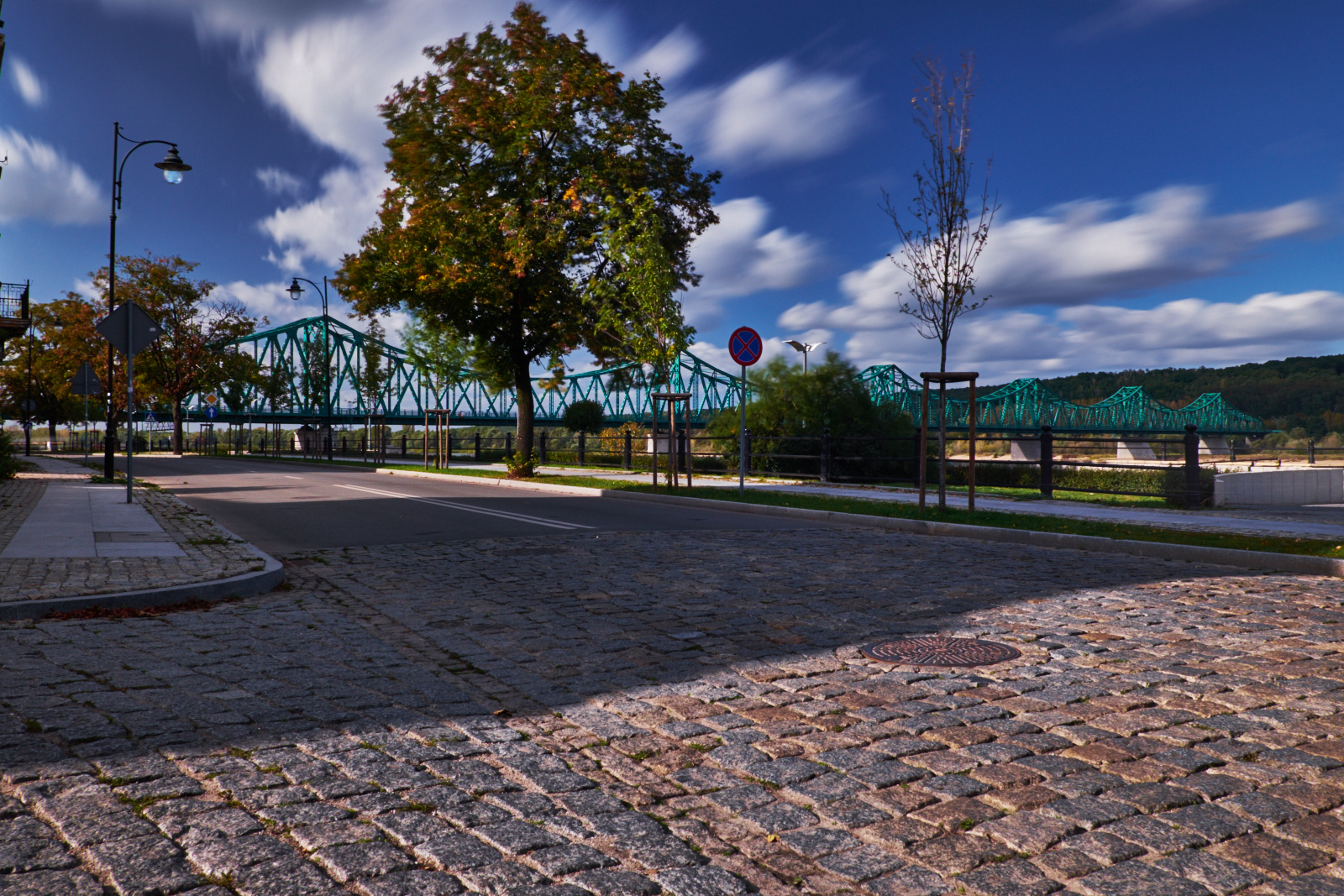
Marschall-Józef-Piłsudski-Boulevard in Włocławek
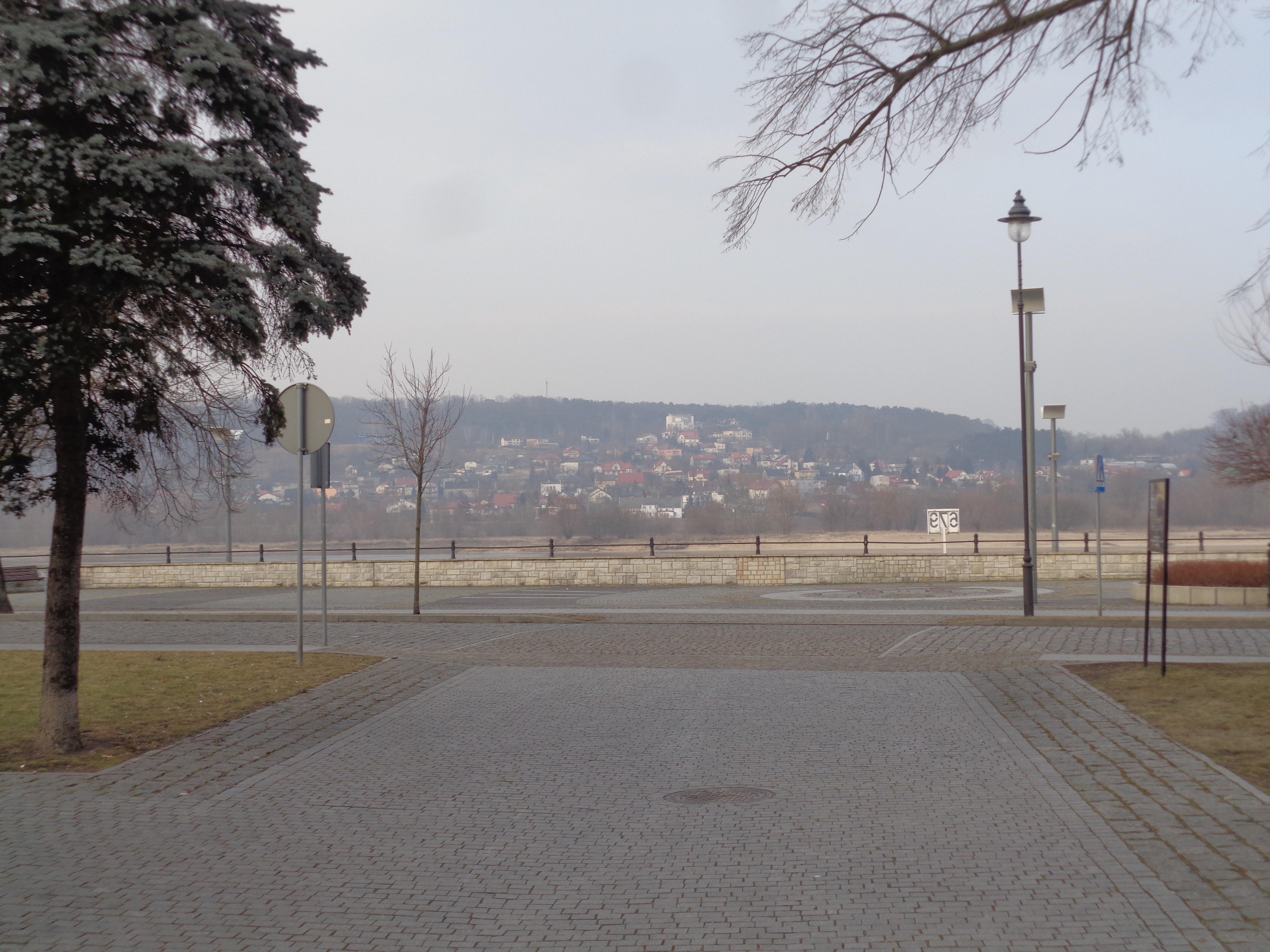
Aussicht auf den Boulevard und Zawiśle
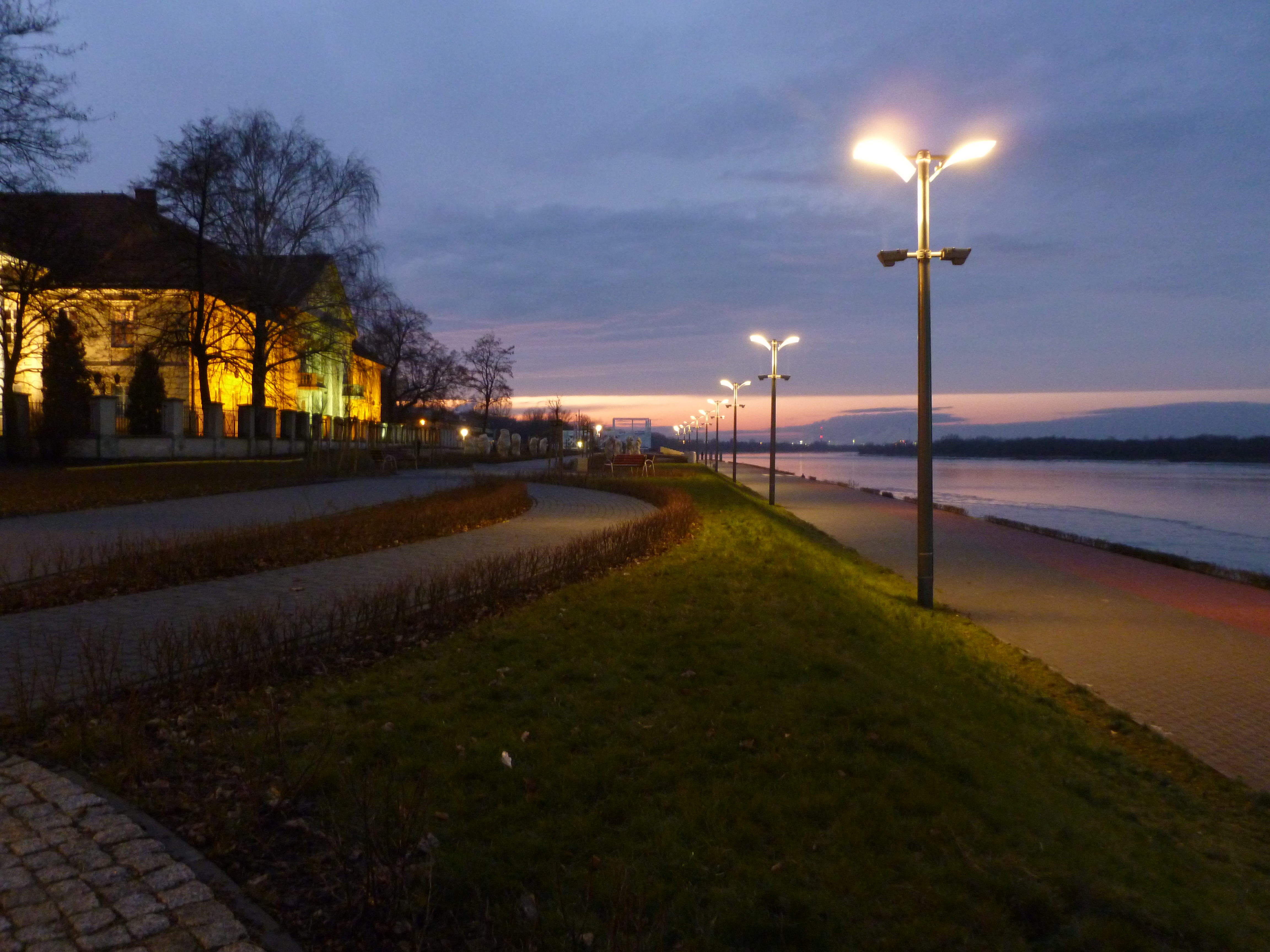
Marschall-Józef-Piłsudski-Boulevard bei Nacht
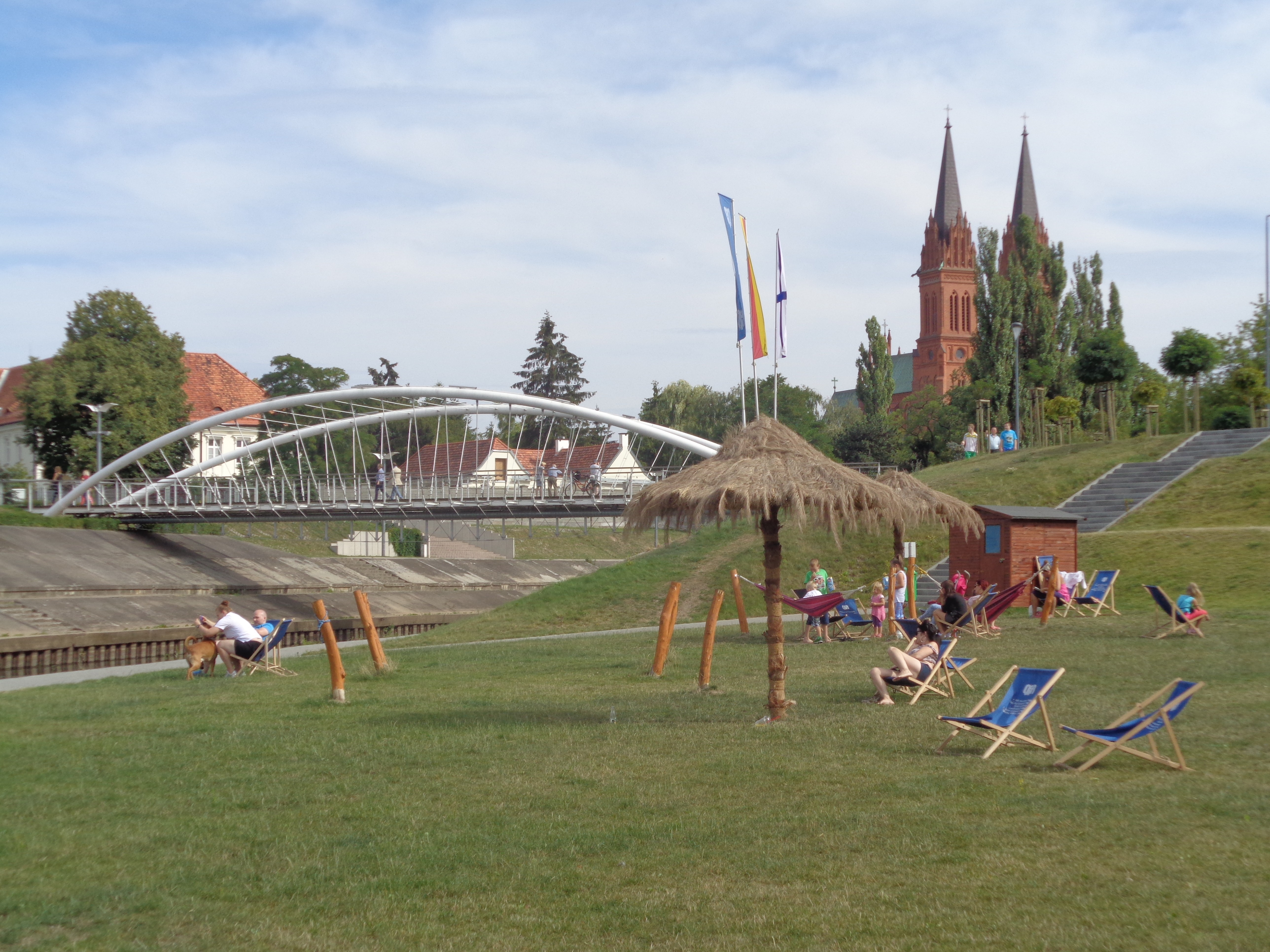
Platz bei Jerzy-Bojańczyk-Wasserhafen in Włocławek
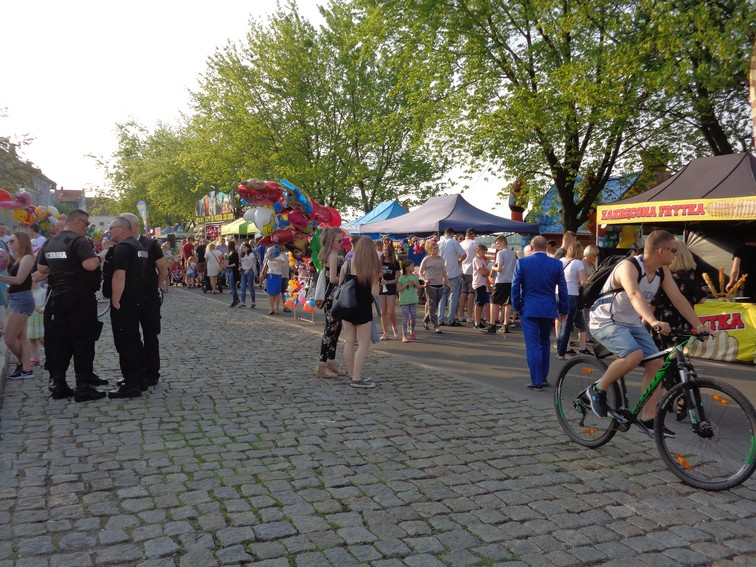
Mai-Veranstaltung am Boulevard
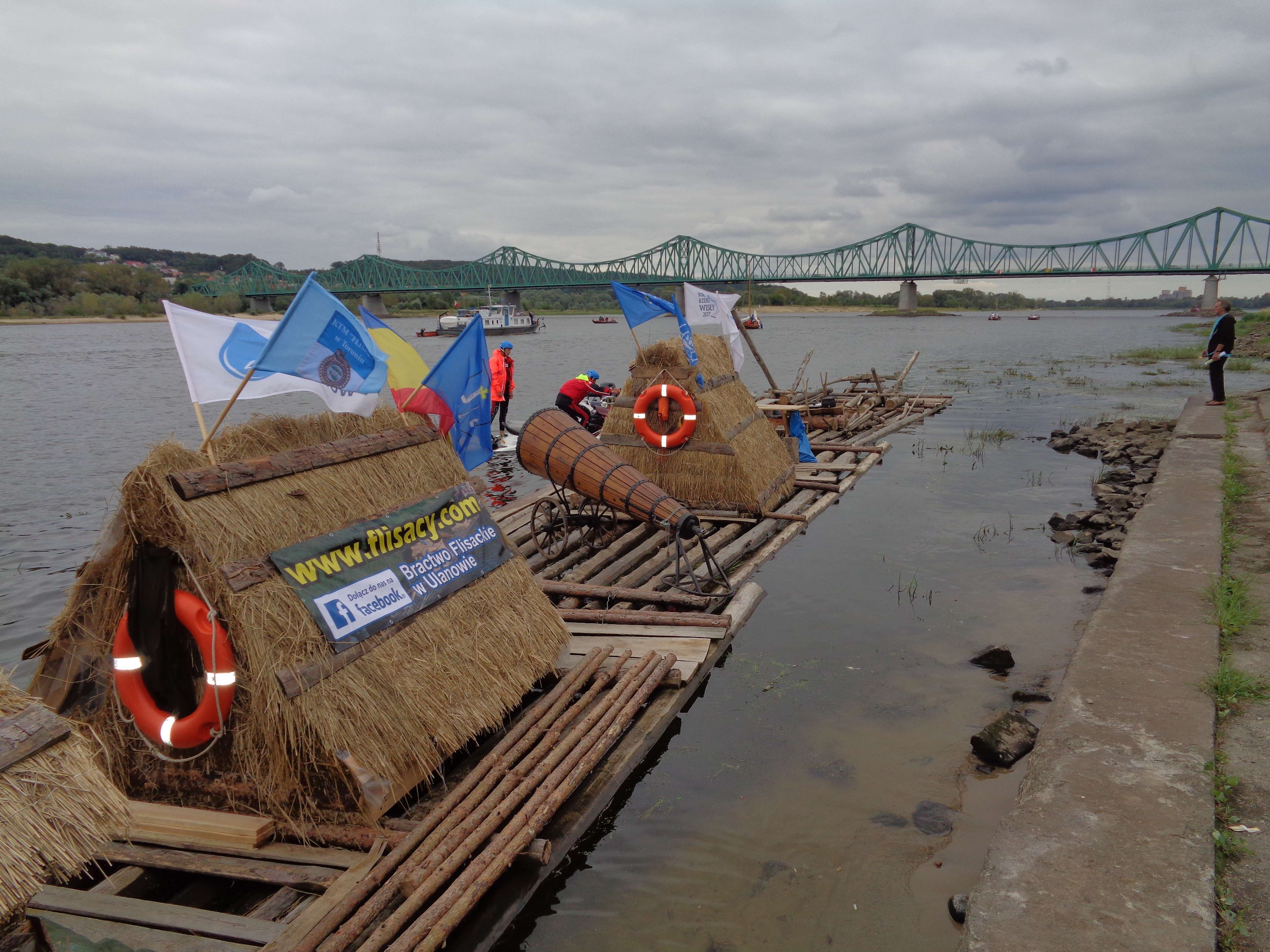
Replik eines Floßes beim Weichselfestival in Włocławek.
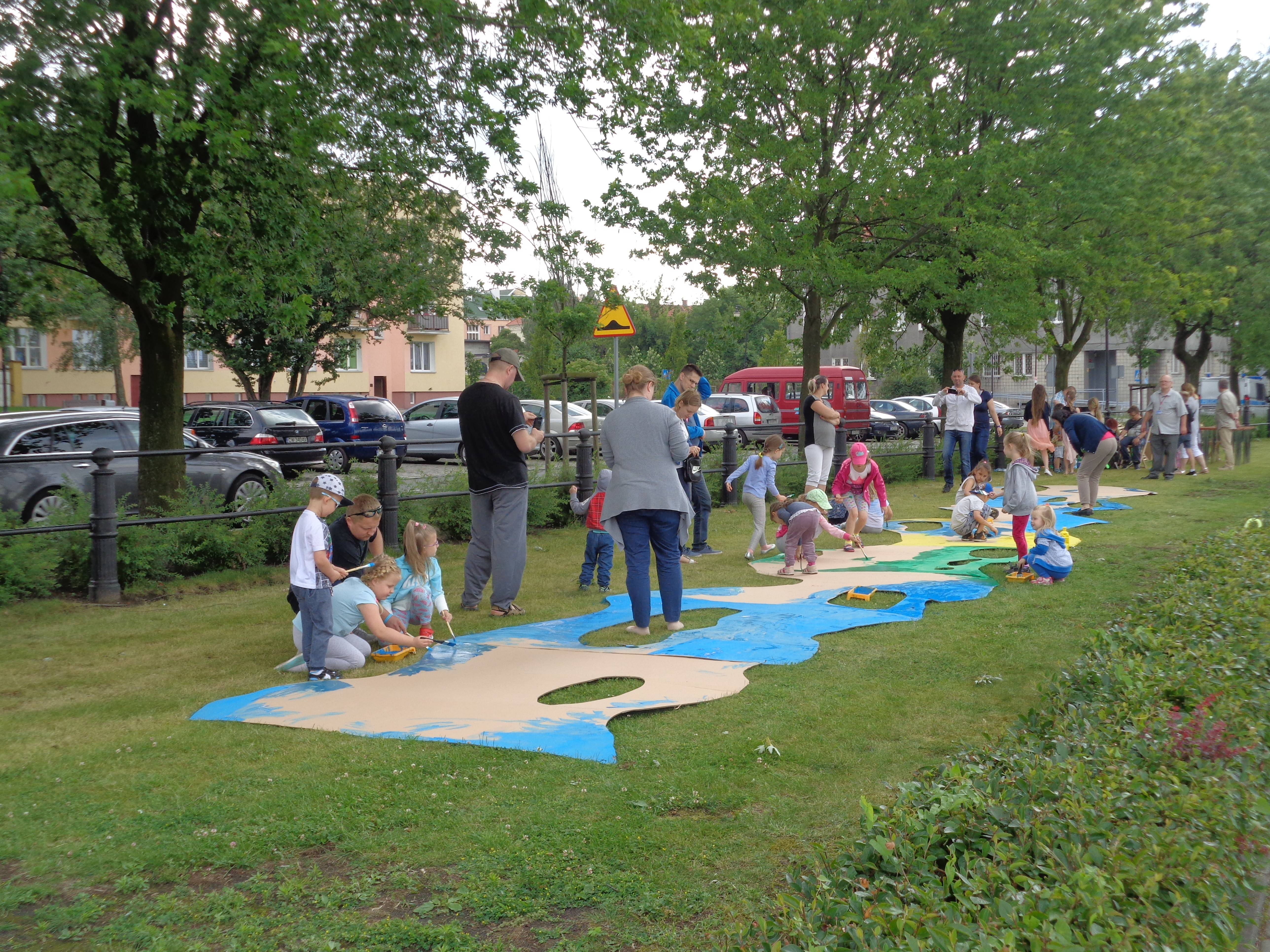
Kinderspiele beim „Boulevard von Kunst und Sport“, 2017.
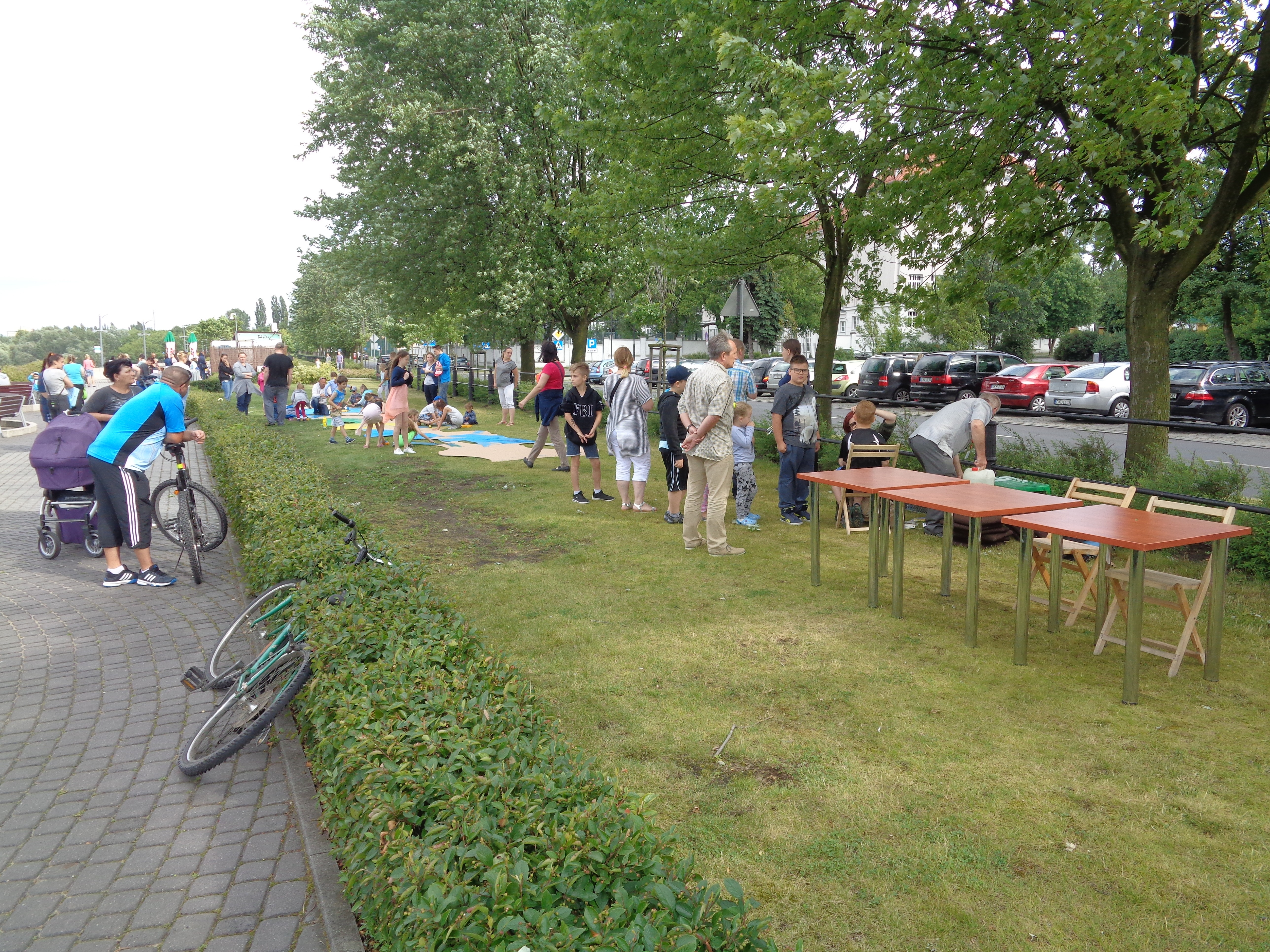
Stände beim „Boulevard von Kunst und Sport“ 2017 in Włocławek
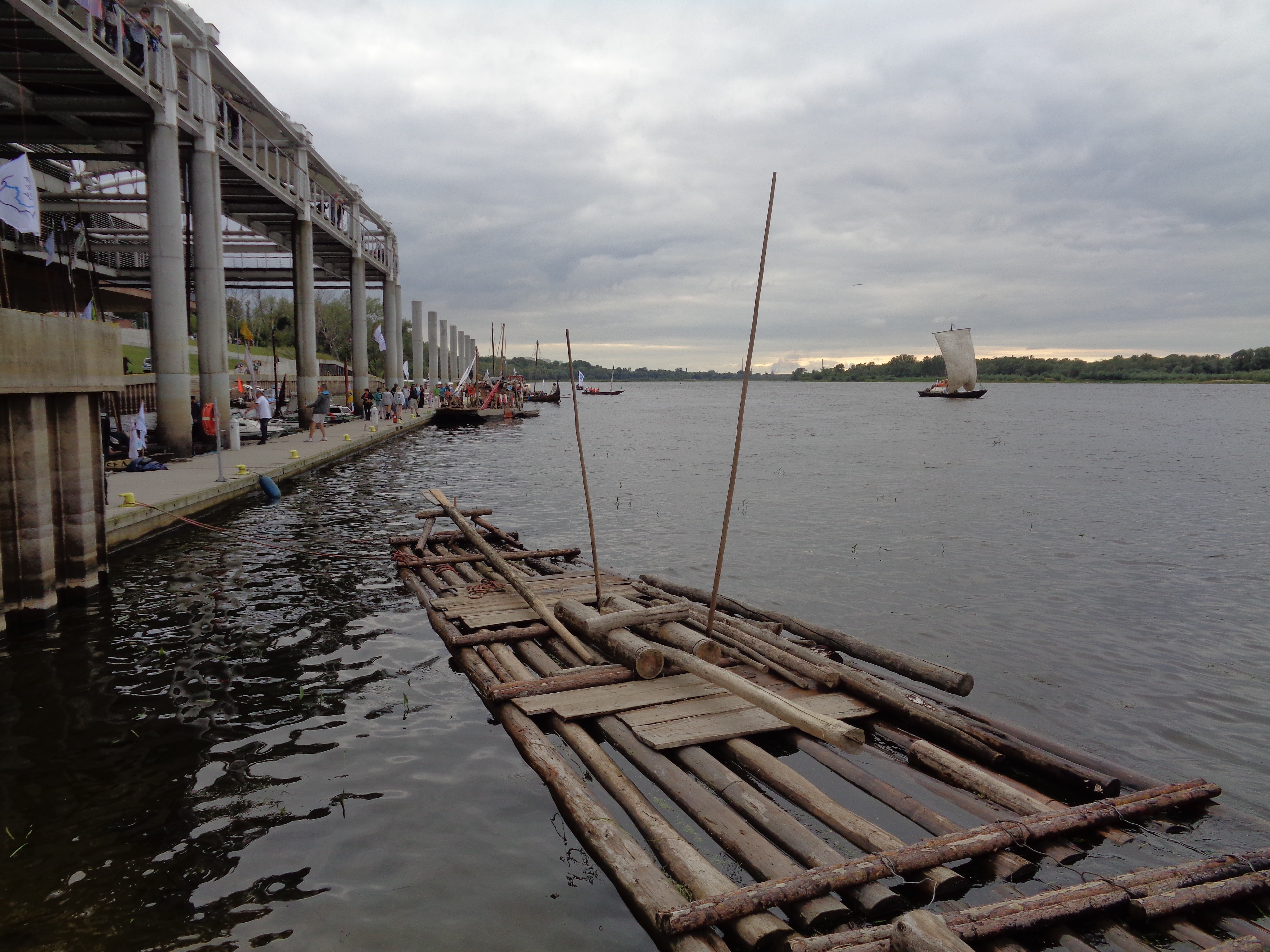
Weichselfestival in Włocławek, 2017
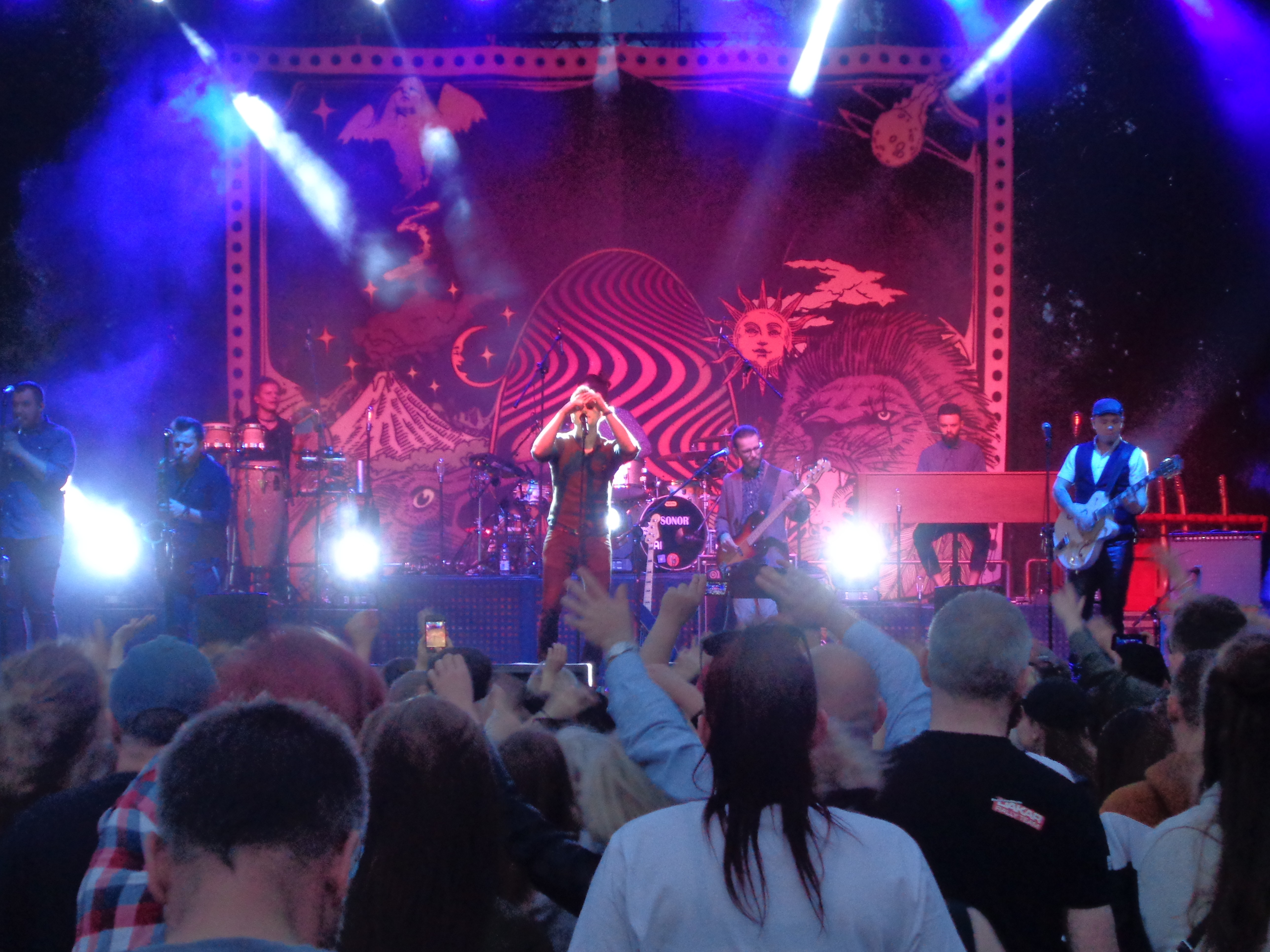
Konzert von Mrozu während der Mai-Veranstaltung am Boulevard in Włocławek
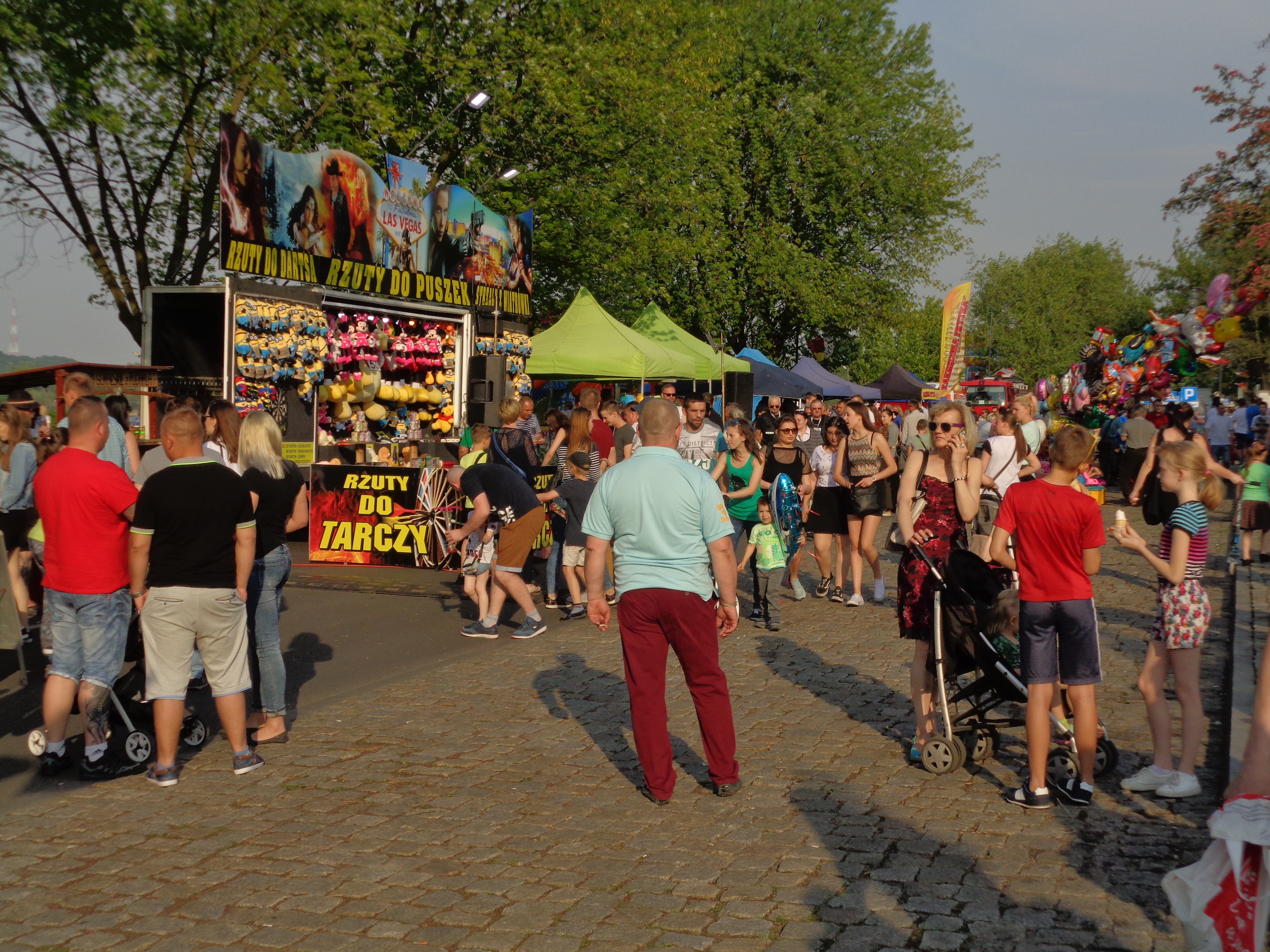
Mai-Veranstaltung am Boulevard in Włocławek